# NBA Summer League 2013
Navigation
2012 2014
La NBA Summer League 2013 est une ligue de basket-ball professionnelle dirigée par la NBA juste après la draft 2013 de la NBA. Il donne aux joueurs nouvellement sélectionnés, une chance de tester leurs compétences les uns contre les autres et de leur donner une idée du basket-ball professionnel. Les 30 équipes NBA ont participé, ainsi que la D-League Select. Le Heat de Miami était la seule équipe à participer aux deux ligues d'été. Une première s'est déroulé du 7 au 12 juillet à Orlando et, la compétition officielle, du 12 au 22 juillet à Las Vegas. Jeremy Lamb du Thunder d'Oklahoma City a été nommé MVP de l'Orlando Summer League. Jonas Valančiūnas des Raptors de Toronto a ensuite été nommé MVP de la Las Vegas Summer League. Ian Clark des Warriors de Golden State a été nommé MVP de la finale de la Summer League de Las Vegas. 

## Orlando Pro Summer League

### Équipes
- Orlando Magic (hôte)
- Brooklyn Nets
- Boston Celtics
- Detroit Pistons
- Houston Rockets
- Indiana Pacers
- Miami Heat
- Oklahoma City Thunder
- Philadelphia 76ers
- Utah Jazz

### Matchs de poule

#### Jour 1
| 7 juillet | Boxscore | Houston Rockets 88, Philadelphia 76ers 80              | Houston Rockets 88, Philadelphia 76ers 80 | Houston Rockets 88, Philadelphia 76ers 80                                      |  | Amway Center, Orlando, Floride Arbitres : Kevin Cutler, Mitchell Ervin, Keith Kimble | NBA TV |
| 7 juillet | Boxscore | Score par quart-temps : 25–15, 23–18, 21–24, 19–23     |                                           |                                                                                |  | Amway Center, Orlando, Floride Arbitres : Kevin Cutler, Mitchell Ervin, Keith Kimble | NBA TV |
| 7 juillet | Boxscore | Terrence Jones 24 Terrence Jones 12 Patrick Beverley 6 | Points Rebonds Passes d.                  | Michael Carter-Williams 26 Michael Carter-Williams 7 Michael Carter-Williams 8 |  | Amway Center, Orlando, Floride Arbitres : Kevin Cutler, Mitchell Ervin, Keith Kimble | NBA TV |

| 7 juillet | Boxscore | Boston Celtics 88, Orlando Magic 95                | Boston Celtics 88, Orlando Magic 95 | Boston Celtics 88, Orlando Magic 95               |  | Amway Center, Orlando, Floride Arbitres : Kane Fitzgerald, Rob Fessler, Ray Acosta | NBA TV |
| 7 juillet | Boxscore | Score par quart-temps : 26–22, 16–25, 29–23, 17–25 |                                     |                                                   |  | Amway Center, Orlando, Floride Arbitres : Kane Fitzgerald, Rob Fessler, Ray Acosta | NBA TV |
| 7 juillet | Boxscore | Kelly Olynyk 25 Fab Melo 8 Granger, Pressey 4      | Points Rebonds Passes d.            | Oladipo, Osby 18 Kyle O'Quinn 11 Victor Oladipo 7 |  | Amway Center, Orlando, Floride Arbitres : Kane Fitzgerald, Rob Fessler, Ray Acosta | NBA TV |

| 7 juillet | Boxscore | Miami Heat 59, Utah Jazz 69                       | Miami Heat 59, Utah Jazz 69 | Miami Heat 59, Utah Jazz 69                   |  | Amway Center, Orlando, Floride Arbitres : Marat Kogut, William Mensah, Tiffany Bird | NBA TV |
| 7 juillet | Boxscore | Score par quart-temps : 9–19, 12–13, 16–19, 22–18 |                             |                                               |  | Amway Center, Orlando, Floride Arbitres : Marat Kogut, William Mensah, Tiffany Bird | NBA TV |
| 7 juillet | Boxscore | Ian Clark 15 Jarvis Varnado 6 Myck Kabongo 4      | Points Rebonds Passes d.    | Dionte Christmas 14 Trey Burke 7 Trey Burke 5 |  | Amway Center, Orlando, Floride Arbitres : Marat Kogut, William Mensah, Tiffany Bird | NBA TV |

| 7 juillet | Boxscore | Oklahoma City Thunder 76, Indiana Pacers 68        | Oklahoma City Thunder 76, Indiana Pacers 68 | Oklahoma City Thunder 76, Indiana Pacers 68                  |  | Amway Center, Orlando, Floride Arbitres : Karl Lane, Jason Goldenberg, Crystal Hogan | NBA TV |
| 7 juillet | Boxscore | Score par quart-temps : 20–12, 12–15, 21–24, 23–17 |                                             |                                                              |  | Amway Center, Orlando, Floride Arbitres : Karl Lane, Jason Goldenberg, Crystal Hogan | NBA TV |
| 7 juillet | Boxscore | Grant Jerrett 17 Adams, Lamb 6 Dwight Buycks 13    | Points Rebonds Passes d.                    | Orlando Johnson 17 Miles Plumlee 9 Plumlee, Johnson, Sloan 3 |  | Amway Center, Orlando, Floride Arbitres : Karl Lane, Jason Goldenberg, Crystal Hogan | NBA TV |

| 7 juillet | Boxscore | Detroit Pistons 76, Brooklyn Nets 67               | Detroit Pistons 76, Brooklyn Nets 67 | Detroit Pistons 76, Brooklyn Nets 67              |  | Amway Center, Orlando, Floride Arbitres : Curtis Blair, Rob Rorke, Dedric Taylor | NBA TV |
| 7 juillet | Boxscore | Score par quart-temps : 22–17, 13–19, 17–14, 24–17 |                                      |                                                   |  | Amway Center, Orlando, Floride Arbitres : Curtis Blair, Rob Rorke, Dedric Taylor | NBA TV |
| 7 juillet | Boxscore | Khris Middleton 16 Andre Drummond 16 Peyton Siva 6 | Points Rebonds Passes d.             | Tyshawn Taylor 17 Mason Plumlee 14 Chris Wright 5 |  | Amway Center, Orlando, Floride Arbitres : Curtis Blair, Rob Rorke, Dedric Taylor | NBA TV |

#### Jour 2
| 8 juillet | Boxscore | Oklahoma City Thunder 79, Orlando Magic 78         | Oklahoma City Thunder 79, Orlando Magic 78 | Oklahoma City Thunder 79, Orlando Magic 78          |  | Amway Center, Orlando, Floride Arbitres : Kevin Cutler, Rob Fessler, Keith Kimble | NBA TV |
| 8 juillet | Boxscore | Score par quart-temps : 18–19, 16–19, 14–19, 31–21 |                                            |                                                     |  | Amway Center, Orlando, Floride Arbitres : Kevin Cutler, Rob Fessler, Keith Kimble | NBA TV |
| 8 juillet | Boxscore | Grant Jerrett 14 André Roberson 9 Dwight Buycks 5  | Points Rebonds Passes d.                   | Andrew Nicholson 19 Kyle O'Quinn 9 Victor Oladipo 5 |  | Amway Center, Orlando, Floride Arbitres : Kevin Cutler, Rob Fessler, Keith Kimble | NBA TV |

| 8 juillet | Boxscore | Philadelphia 76ers 75, Indiana Pacers 96                    | Philadelphia 76ers 75, Indiana Pacers 96 | Philadelphia 76ers 75, Indiana Pacers 96        |  | Amway Center, Orlando, Floride Arbitres : Kane Fitzgerald, Crystal Hogan, Mitchell Ervin | NBA TV |
| 8 juillet | Boxscore | Score par quart-temps : 22–30, 21–17, 19–29, 13–20          |                                          |                                                 |  | Amway Center, Orlando, Floride Arbitres : Kane Fitzgerald, Crystal Hogan, Mitchell Ervin | NBA TV |
| 8 juillet | Boxscore | Khalif Wyatt 25 Arnett Moultrie 9 Michael Carter-Williams 7 | Points Rebonds Passes d.                 | Solomon Hill 22 Miles Plumlee 15 Solomon Hill 4 |  | Amway Center, Orlando, Floride Arbitres : Kane Fitzgerald, Crystal Hogan, Mitchell Ervin | NBA TV |

| 8 juillet | Boxscore | Boston Celtics 93, Detroit Pistons 63                  | Boston Celtics 93, Detroit Pistons 63 | Boston Celtics 93, Detroit Pistons 63                               |  | Amway Center, Orlando, Floride Arbitres : Marat Kogut, Tiffany Bird, Dedric Taylor | NBA TV |
| 8 juillet | Boxscore | Score par quart-temps : 30–9, 15–21, 25–13, 23–20      |                                       |                                                                     |  | Amway Center, Orlando, Floride Arbitres : Marat Kogut, Tiffany Bird, Dedric Taylor | NBA TV |
| 8 juillet | Boxscore | Darius Johnson-Odom 22 Holman, Olynyk 6 Phil Pressey 4 | Points Rebonds Passes d.              | Kentavious Caldwell-Pope 11 Tony Mitchell 10 Lucious, Peyton Siva 2 |  | Amway Center, Orlando, Floride Arbitres : Marat Kogut, Tiffany Bird, Dedric Taylor | NBA TV |

| 8 juillet | Boxscore | Brooklyn Nets 86, Miami Heat 93                       | Brooklyn Nets 86, Miami Heat 93 | Brooklyn Nets 86, Miami Heat 93                    |  | Amway Center, Orlando, Floride Arbitres : Pualani Spurlock, William Mensah, Karl Lane, Rob Rorke | NBA TV |
| 8 juillet | Boxscore | Score par quart-temps : 20–23, 20–21, 27–25, 19–24    |                                 |                                                    |  | Amway Center, Orlando, Floride Arbitres : Pualani Spurlock, William Mensah, Karl Lane, Rob Rorke | NBA TV |
| 8 juillet | Boxscore | Tyshawn Taylor 25 Mason Plumlee 9 Lighty, Shengelia 4 | Points Rebonds Passes d.        | Scotty Hopson 22 Jarvis Varnado 7 Cedric Jackson 9 |  | Amway Center, Orlando, Floride Arbitres : Pualani Spurlock, William Mensah, Karl Lane, Rob Rorke | NBA TV |

#### Jour 3
| 9 juillet | Boxscore | Indiana Pacers 74, Boston Celtics 76              | Indiana Pacers 74, Boston Celtics 76 | Indiana Pacers 74, Boston Celtics 76          |  | Amway Center, Orlando, Floride Arbitres : Curtis Blair, Crystal Hogan, Dedric Taylor | NBA TV |
| 9 juillet | Boxscore | Score par quart-temps : 20–15, 9–25, 25–20, 20–16 |                                      |                                               |  | Amway Center, Orlando, Floride Arbitres : Curtis Blair, Crystal Hogan, Dedric Taylor | NBA TV |
| 9 juillet | Boxscore | Solomon Hill 15 Miles Plumlee 7 Flynn, Hill 3     | Points Rebonds Passes d.             | Kelly Olynyk 21 Kelly Olynyk 9 Phil Pressey 5 |  | Amway Center, Orlando, Floride Arbitres : Curtis Blair, Crystal Hogan, Dedric Taylor | NBA TV |

| 9 juillet | Boxscore | Detroit Pistons 75, Oklahoma City Thunder 79                | Detroit Pistons 75, Oklahoma City Thunder 79 | Detroit Pistons 75, Oklahoma City Thunder 79        |  | Amway Center, Orlando, Floride Arbitres : Kevin Cutler, Tiffany Bird, Keith Kimble | NBA TV |
| 9 juillet | Boxscore | Score par quart-temps : 18–17, 14–15, 22–11, 21–36          |                                              |                                                     |  | Amway Center, Orlando, Floride Arbitres : Kevin Cutler, Tiffany Bird, Keith Kimble | NBA TV |
| 9 juillet | Boxscore | Kentavious Caldwell-Pope 19 Andre Drummond 11 Peyton Siva 7 | Points Rebonds Passes d.                     | Reggie Jackson 35 André Roberson 10 Dwight Buycks 3 |  | Amway Center, Orlando, Floride Arbitres : Kevin Cutler, Tiffany Bird, Keith Kimble | NBA TV |

| 9 juillet | Boxscore | Utah Jazz 71, Houston Rockets 85                   | Utah Jazz 71, Houston Rockets 85 | Utah Jazz 71, Houston Rockets 85                      |  | Amway Center, Orlando, Floride Arbitres : Kane Fitzgerald, Rob Fessler, Pualani Spurlock, Mitchell Ervin | NBA TV |
| 9 juillet | Boxscore | Score par quart-temps : 13–18, 17–25, 19–26, 22–16 |                                  |                                                       |  | Amway Center, Orlando, Floride Arbitres : Kane Fitzgerald, Rob Fessler, Pualani Spurlock, Mitchell Ervin | NBA TV |
| 9 juillet | Boxscore | Alec Burks 18 Jeremy Evans 8 Alec Burks 3          | Points Rebonds Passes d.         | Anderson, Beverley 11 Jack Cooley 8 Tyler Honeycutt 4 |  | Amway Center, Orlando, Floride Arbitres : Kane Fitzgerald, Rob Fessler, Pualani Spurlock, Mitchell Ervin | NBA TV |

| 9 juillet | Boxscore | Miami Heat 94, Orlando Magic 80                    | Miami Heat 94, Orlando Magic 80 | Miami Heat 94, Orlando Magic 80                   |  | Amway Center, Orlando, Floride Arbitres : Marat Kogut, Jason Goldenberg, William Mensah | NBA TV |
| 9 juillet | Boxscore | Score par quart-temps : 17–13, 25–17, 27–26, 25–24 |                                 |                                                   |  | Amway Center, Orlando, Floride Arbitres : Marat Kogut, Jason Goldenberg, William Mensah | NBA TV |
| 9 juillet | Boxscore | James Ennis 19 Cedric Jackson 8 Cedric Jackson 9   | Points Rebonds Passes d.        | Victor Oladipo 22 Victor Oladipo 5 Kyle O'Quinn 4 |  | Amway Center, Orlando, Floride Arbitres : Marat Kogut, Jason Goldenberg, William Mensah | NBA TV |

#### Jour 4
| 10 juillet | Boxscore | Utah Jazz 98, Brooklyn Nets 69                                     | Utah Jazz 98, Brooklyn Nets 69 | Utah Jazz 98, Brooklyn Nets 69                    |  | Amway Center, Orlando, Floride Arbitres : Curtis Blair, Tiara Cruse, Pat Adams | NBA TV |
| 10 juillet | Boxscore | Score par quart-temps : 20–10, 31–19, 25–20, 22–20                 |                                |                                                   |  | Amway Center, Orlando, Floride Arbitres : Curtis Blair, Tiara Cruse, Pat Adams | NBA TV |
| 10 juillet | Boxscore | Evans, Roberts 15 Jeremy Evans 9 Evans, Mahalbašić, McNeal, Neto 3 | Points Rebonds Passes d.       | Chris Wright 20 James, Shengelia 5 Damion James 4 |  | Amway Center, Orlando, Floride Arbitres : Curtis Blair, Tiara Cruse, Pat Adams | NBA TV |

| 10 juillet | Boxscore | Oklahoma City Thunder 74, Philadelphia 76ers 62    | Oklahoma City Thunder 74, Philadelphia 76ers 62 | Oklahoma City Thunder 74, Philadelphia 76ers 62              |  | Amway Center, Orlando, Floride Arbitres : J. T. Orr, Josue Nieves, Byron Jarrett, Brent Barnaky, Rob Rorke | NBA TV |
| 10 juillet | Boxscore | Score par quart-temps : 19–20, 14–10, 21–15, 20–17 |                                                 |                                                              |  | Amway Center, Orlando, Floride Arbitres : J. T. Orr, Josue Nieves, Byron Jarrett, Brent Barnaky, Rob Rorke | NBA TV |
| 10 juillet | Boxscore | Jeremy Lamb 32 Adams, Reid 5 DeAndre Liggins 4     | Points Rebonds Passes d.                        | Rodney Williams 12 Arsalan Kazemi 9 Carter-Williams, Wyatt 5 |  | Amway Center, Orlando, Floride Arbitres : J. T. Orr, Josue Nieves, Byron Jarrett, Brent Barnaky, Rob Rorke | NBA TV |

| 10 juillet | Boxscore | Boston Celtics 78, Houston Rockets 85              | Boston Celtics 78, Houston Rockets 85 | Boston Celtics 78, Houston Rockets 85               |  | Amway Center, Orlando, Floride Arbitres : Karl Lane, Rob Rorke, Byron Jarrett, Fatou Cissoko-Stephens, Kevin Scott | NBA TV |
| 10 juillet | Boxscore | Score par quart-temps : 17–24, 23–19, 16–24, 22–18 |                                       |                                                     |  | Amway Center, Orlando, Floride Arbitres : Karl Lane, Rob Rorke, Byron Jarrett, Fatou Cissoko-Stephens, Kevin Scott | NBA TV |
| 10 juillet | Boxscore | Kelly Olynyk 19 Kelly Olynyk 10 Phil Pressey 10    | Points Rebonds Passes d.              | Terrence Jones 17 Robert Covington 10 Casper Ware 4 |  | Amway Center, Orlando, Floride Arbitres : Karl Lane, Rob Rorke, Byron Jarrett, Fatou Cissoko-Stephens, Kevin Scott | NBA TV |

#### Jour 5
| 11 juillet | Boxscore | Indiana Pacers 79, Utah Jazz 73                     | Indiana Pacers 79, Utah Jazz 73 | Indiana Pacers 79, Utah Jazz 73             |  | Amway Center, Orlando, Floride Arbitres : Scott Twardoski, Jason Goldberg, Pualani Spurlock, James Williams | NBA TV |
| 11 juillet | Boxscore | Score par quart-temps : 23–20, 15–20, 24–15, 17–18  |                                 |                                             |  | Amway Center, Orlando, Floride Arbitres : Scott Twardoski, Jason Goldberg, Pualani Spurlock, James Williams | NBA TV |
| 11 juillet | Boxscore | Justin Harper 13 Jordan, Plumlee 7 Johnson, Sloan 4 | Points Rebonds Passes d.        | Chris Roberts 18 Rudy Gobert 8 Trey Burke 4 |  | Amway Center, Orlando, Floride Arbitres : Scott Twardoski, Jason Goldberg, Pualani Spurlock, James Williams | NBA TV |

| 11 juillet | Boxscore | Miami Heat 77, Detroit Pistons 78                         | Miami Heat 77, Detroit Pistons 78 | Miami Heat 77, Detroit Pistons 78                 |  | Amway Center, Orlando, Floride Arbitres : James Williams, Tiara Cruse, Byron Jarrett | NBA TV |
| 11 juillet | Boxscore | Score par quart-temps : 16–18, 25–13, 18–20, 18–27        |                                   |                                                   |  | Amway Center, Orlando, Floride Arbitres : James Williams, Tiara Cruse, Byron Jarrett | NBA TV |
| 11 juillet | Boxscore | Ian Clark 15 Cedric Jackson 6 Jackson, Kennedy, Varnado 3 | Points Rebonds Passes d.          | Andre Drummond 23 Andre Drummond 18 Peyton Siva 9 |  | Amway Center, Orlando, Floride Arbitres : James Williams, Tiara Cruse, Byron Jarrett | NBA TV |

| 11 juillet | Boxscore | Houston Rockets 92, Brooklyn Nets 76              | Houston Rockets 92, Brooklyn Nets 76 | Houston Rockets 92, Brooklyn Nets 76                    |  | Amway Center, Orlando, Floride Arbitres : Marat Kogut, Kevin Scott, Fatou Cissoko-Stephens | NBA TV |
| 11 juillet | Boxscore | Score par quart-temps : 25–6, 23–25, 21–25, 23–20 |                                      |                                                         |  | Amway Center, Orlando, Floride Arbitres : Marat Kogut, Kevin Scott, Fatou Cissoko-Stephens | NBA TV |
| 11 juillet | Boxscore | Covington, Jones 16 Greg Smith 9 Terrence Jones 7 | Points Rebonds Passes d.             | James, Scott, Taylor 15 Keith Benson 6 Tyshawn Taylor 7 |  | Amway Center, Orlando, Floride Arbitres : Marat Kogut, Kevin Scott, Fatou Cissoko-Stephens | NBA TV |

| 11 juillet | Boxscore | Philadelphia 76ers 89, Orlando Magic 90                         | Philadelphia 76ers 89, Orlando Magic 90 | Philadelphia 76ers 89, Orlando Magic 90            |  | Amway Center, Orlando, Floride Arbitres : Haywoode Workman, Josue Nieves, Pat Adams | NBA TV |
| 11 juillet | Boxscore | Score par quart-temps : 18–27, 27–19, 24–23, 20–21              |                                         |                                                    |  | Amway Center, Orlando, Floride Arbitres : Haywoode Workman, Josue Nieves, Pat Adams | NBA TV |
| 11 juillet | Boxscore | Arnett Moultrie 23 Arnett Moultrie 12 Michael Carter-Williams 9 | Points Rebonds Passes d.                | Victor Oladipo 24 Kyle O'Quinn 11 Victor Oladipo 6 |  | Amway Center, Orlando, Floride Arbitres : Haywoode Workman, Josue Nieves, Pat Adams | NBA TV |

### Classement
Le classement est déterminé par le total des points d’une équipe après les cinq premiers jours. Sept points sont attribués à chaque match : trois points pour une victoire et un point pour chaque quart-temps gagné par une équipe. En cas de quart-temps à égalité, chaque équipe obtient un demi-point. Si deux équipes ou plus ont des points égaux, les bris d’égalité suivants s’appliquent :
- Différence de points
- Total des points marqués
- Pile ou face

| #  | Équipe                | MJ | V | D | PTS | Tiebreaker               |
| -- | --------------------- | -- | - | - | --- | ------------------------ |
| 1  | Houston Rockets       | 4  | 4 | 0 | 21  |                          |
| 2  | Oklahoma City Thunder | 4  | 4 | 0 | 20  |                          |
| 3  | Utah Jazz             | 4  | 2 | 2 | 16  | Différence de points +19 |
| 4  | Indiana Pacers        | 4  | 2 | 2 | 16  | Différence de points +17 |
| 5  | Miami Heat            | 4  | 2 | 2 | 15  | Différence de points +10 |
| 6  | Detroit Pistons       | 4  | 2 | 2 | 15  | Différence de points -24 |
| 7  | Boston Celtics        | 4  | 2 | 2 | 14  |                          |
| 8  | Orlando Magic         | 4  | 2 | 2 | 13  |                          |
| 9  | Philadelphia 76ers    | 4  | 0 | 4 | 6   |                          |
| 10 | Brooklyn Nets         | 4  | 0 | 4 | 4   |                          |

### Matchs de classement

#### Places 9 et 10
| 12 juillet | Boxscore | Brooklyn Nets 86, Philadelphia 76ers 89            | Brooklyn Nets 86, Philadelphia 76ers 89 | Brooklyn Nets 86, Philadelphia 76ers 89                     |  | Amway Center, Orlando, Floride Arbitres : Haywoode Workman, Josue Nieves, Jason Goldenberg, Ray Acosta | NBA TV |
| 12 juillet | Boxscore | Score par quart-temps : 26–21, 20–23, 15–17, 25–28 |                                         |                                                             |  | Amway Center, Orlando, Floride Arbitres : Haywoode Workman, Josue Nieves, Jason Goldenberg, Ray Acosta | NBA TV |
| 12 juillet | Boxscore | Plumlee, Wright 23 Keith Benson 16 Chris Wright 7  | Points Rebonds Passes d.                | Khalif Wyatt 27 Arnett Moultrie 9 Michael Carter-Williams 5 |  | Amway Center, Orlando, Floride Arbitres : Haywoode Workman, Josue Nieves, Jason Goldenberg, Ray Acosta | NBA TV |

#### Places 7 et 8
| 12 juillet | Boxscore | Orlando Magic 83, Boston Celtics 102               | Orlando Magic 83, Boston Celtics 102 | Orlando Magic 83, Boston Celtics 102            |  | Amway Center, Orlando, Floride Arbitres : Kevin Scott, Pualani Spurlock, Byron Jarrett, Haywoode Workman | NBA TV |
| 12 juillet | Boxscore | Score par quart-temps : 14–29, 22–32, 26–17, 21–24 |                                      |                                                 |  | Amway Center, Orlando, Floride Arbitres : Kevin Scott, Pualani Spurlock, Byron Jarrett, Haywoode Workman | NBA TV |
| 12 juillet | Boxscore | A. J. Slaughter 25 Shane Lawal 6 A. J. Slaughter 9 | Points Rebonds Passes d.             | Tony Mitchell 14 Kelly Olynyk 7 Phil Pressey 10 |  | Amway Center, Orlando, Floride Arbitres : Kevin Scott, Pualani Spurlock, Byron Jarrett, Haywoode Workman | NBA TV |

#### Places 5 et 6
| 12 juillet | Boxscore | Detroit Pistons 85, Miami Heat 90                                | Detroit Pistons 85, Miami Heat 90 | Detroit Pistons 85, Miami Heat 90                  |  | Amway Center, Orlando, Floride Arbitres : Scott Twardoski, Tiara Cruse, Brett Nansel, Brandon Hiers | NBA TV |
| 12 juillet | Boxscore | Score par quart-temps : 26–17, 19–22, 23–21, 17–30               |                                   |                                                    |  | Amway Center, Orlando, Floride Arbitres : Scott Twardoski, Tiara Cruse, Brett Nansel, Brandon Hiers | NBA TV |
| 12 juillet | Boxscore | Kentavious Caldwell-Pope 20 Andre Drummond 14 Lucious, Singler 6 | Points Rebonds Passes d.          | Clark, Kennedy 18 Eric Griffin 8 Cedric Jackson 11 |  | Amway Center, Orlando, Floride Arbitres : Scott Twardoski, Tiara Cruse, Brett Nansel, Brandon Hiers | NBA TV |

#### Petite finale
| 12 juillet | Boxscore | Indiana Pacers 73, Utah Jazz 70                    | Indiana Pacers 73, Utah Jazz 70 | Indiana Pacers 73, Utah Jazz 70              |  | Amway Center, Orlando, Floride Arbitres : James Williams, Fatou Cissoko-Stephens, Pat Adams | NBA TV |
| 12 juillet | Boxscore | Score par quart-temps : 19–17, 16–20, 17–22, 21–11 |                                 |                                              |  | Amway Center, Orlando, Floride Arbitres : James Williams, Fatou Cissoko-Stephens, Pat Adams | NBA TV |
| 12 juillet | Boxscore | Orlando Johnson 18 Hill, Thiam 6 Donald Sloan 6    | Points Rebonds Passes d.        | Chris Roberts 15 Rudy Gobert 10 Trey Burke 5 |  | Amway Center, Orlando, Floride Arbitres : James Williams, Fatou Cissoko-Stephens, Pat Adams | NBA TV |

#### Finale
| 12 juillet | Boxscore | Oklahoma City Thunder 85, Houston Rockets 77             | Oklahoma City Thunder 85, Houston Rockets 77 | Oklahoma City Thunder 85, Houston Rockets 77        |  | Amway Center, Orlando, Floride Arbitres : J. T. Orr, Karl Lane, Eli Roe, Kevin Scott | NBA TV |
| 12 juillet | Boxscore | Score par quart-temps : 23–20, 23–16, 17–15, 22–26       |                                              |                                                     |  | Amway Center, Orlando, Floride Arbitres : J. T. Orr, Karl Lane, Eli Roe, Kevin Scott | NBA TV |
| 12 juillet | Boxscore | Jeremy Lamb 18 André Roberson 11 Lamb, Liggins, Taylor 4 | Points Rebonds Passes d.                     | Robert Covington 21 Tyler Honeycutt 9 Casper Ware 3 |  | Amway Center, Orlando, Floride Arbitres : J. T. Orr, Karl Lane, Eli Roe, Kevin Scott | NBA TV |

### Classement final
| #  | Équipe                | GP | W | L | PCT  |
| -- | --------------------- | -- | - | - | ---- |
| 1  | Oklahoma City Thunder | 5  | 5 | 0 | 100  |
| 2  | Houston Rockets       | 5  | 4 | 1 | 80,0 |
| 3  | Indiana Pacers        | 5  | 3 | 2 | 60,0 |
| 4  | Utah Jazz             | 5  | 2 | 3 | 40,0 |
| 5  | Miami Heat            | 5  | 3 | 2 | 60,0 |
| 6  | Detroit Pistons       | 5  | 2 | 3 | 40,0 |
| 7  | Boston Celtics        | 5  | 3 | 2 | 60,0 |
| 8  | Orlando Magic         | 5  | 2 | 3 | 40,0 |
| 9  | Philadelphia 76ers    | 5  | 1 | 4 | 20,0 |
| 10 | Brooklyn Nets         | 5  | 0 | 5 | 0    |

### Leaders statistiques
| Joueur         | Équipe                | PTS  |
| -------------- | --------------------- | ---- |
| Reggie Jackson | Oklahoma City Thunder | 19.5 |
| Victor Oladipo | Orlando Magic         | 19.0 |
| Jeremy Lamb    | Oklahoma City Thunder | 18.8 |
| Kelly Olynyk   | Boston Celtics        | 18.0 |
| Tyshawn Taylor | Brooklyn Nets         | 16.8 |

| Joueur         | Équipe                | REB  |
| -------------- | --------------------- | ---- |
| Andre Drummond | Detroit Pistons       | 14.8 |
| Miles Plumlee  | Indiana Pacers        | 9.5  |
| Kyle O'Quinn   | Orlando Magic         | 8.5  |
| André Roberson | Oklahoma City Thunder | 8.0  |
| Kelly Olynyk   | Boston Celtics        | 7.8  |

| Joueur                  | Équipe                | PAD |
| ----------------------- | --------------------- | --- |
| Cedric Jackson          | Miami Heat            | 8.0 |
| Michael Carter-Williams | Philadelphia 76ers    | 6.8 |
| Phil Pressey            | Boston Celtics        | 6.6 |
| Dwight Buycks           | Oklahoma City Thunder | 6.0 |
| Peyton Siva             | Detroit Pistons       | 6.0 |

### Honneurs
| All-Summer League First Team: - Andre Drummond, Detroit Pistons - Terrence Jones, Houston Rockets - Jeremy Lamb, Oklahoma City Thunder (MVP) - Victor Oladipo, Orlando Magic - Kelly Olynyk, Boston Celtics | All-Summer League Second Team: - Ian Clark, Miami Heat - Solomon Hill, Indiana Pacers - Reggie Jackson, Oklahoma City Thunder - Miles Plumlee, Indiana Pacers - Tyshawn Taylor, Brooklyn Nets |

## Las Vegas NBA Summer League

### Équipes
| - Atlanta Hawks - Charlotte Bobcats - Chicago Bulls - Cleveland Cavaliers - Dallas Mavericks - Denver Nuggets - Golden State Warriors - Los Angeles Clippers | - Los Angeles Lakers - Memphis Grizzlies - Miami Heat - Milwaukee Bucks - Minnesota Timberwolves - NBA D-League Select - New Orleans Pelicans | - New York Knicks - Phoenix Suns - Portland Trail Blazers - Sacramento Kings - San Antonio Spurs - Toronto Raptors - Washington Wizards |

### Matchs de poule

#### Jour 1
| 12 juillet | Boxscore | New York Knicks 72, New Orleans Pelicans 77          | New York Knicks 72, New Orleans Pelicans 77 | New York Knicks 72, New Orleans Pelicans 77      |  | Cox Pavilion, Paradise, Nevada Arbitres : Brent Barnaky, Aaron Smith, Scott Bolnick | NBA.TV |
| 12 juillet | Boxscore | Score par quart-temps : 15-19, 19-18, 24-23, 14-17   |                                             |                                                  |  | Cox Pavilion, Paradise, Nevada Arbitres : Brent Barnaky, Aaron Smith, Scott Bolnick | NBA.TV |
| 12 juillet | Boxscore | Tim Hardaway, Jr. 13 Jeremy Tyler 11 Iman Shumpert 4 | Points Rebonds Passes d.                    | Austin Rivers 24 Jon Brockman 10 Austin Rivers 6 |  | Cox Pavilion, Paradise, Nevada Arbitres : Brent Barnaky, Aaron Smith, Scott Bolnick | NBA.TV |

| 12 juillet | Boxscore | Atlanta Hawks 83, Los Angeles Clippers 90          | Atlanta Hawks 83, Los Angeles Clippers 90 | Atlanta Hawks 83, Los Angeles Clippers 90          |  | Cox Pavilion, Paradise, Nevada Arbitres : Tre Maddox, Nick Buchert, Mike Stephens | NBA.TV |
| 12 juillet | Boxscore | Score par quart-temps : 24-22, 13-33, 21-22, 25-13 |                                           |                                                    |  | Cox Pavilion, Paradise, Nevada Arbitres : Tre Maddox, Nick Buchert, Mike Stephens | NBA.TV |
| 12 juillet | Boxscore | John Jenkins 24 Lucas Nogueira 8 Dennis Schröder 7 | Points Rebonds Passes d.                  | Reggie Bullock 18 Samardo Samuels 9 Maalik Wayns 7 |  | Cox Pavilion, Paradise, Nevada Arbitres : Tre Maddox, Nick Buchert, Mike Stephens | NBA.TV |

| 12 juillet | Boxscore | Cleveland Cavaliers 70, Los Angeles Lakers 62     | Cleveland Cavaliers 70, Los Angeles Lakers 62 | Cleveland Cavaliers 70, Los Angeles Lakers 62 |  | Cox Pavilion, Paradise, Nevada Arbitres : Kevin Fehr, Michael Pearson, Gerald Williams | NBA.TV |
| 12 juillet | Boxscore | Score par quart-temps : 10-18, 13-8, 24-22, 23-14 |                                               |                                               |  | Cox Pavilion, Paradise, Nevada Arbitres : Kevin Fehr, Michael Pearson, Gerald Williams | NBA.TV |
| 12 juillet | Boxscore | Jermaine Taylor 17 Tyler Zeller 7 2 joueurs 5     | Points Rebonds Passes d.                      | Marcus Landry 14 Elias Harris 8 Josh Selby 3  |  | Cox Pavilion, Paradise, Nevada Arbitres : Kevin Fehr, Michael Pearson, Gerald Williams | NBA.TV |

| 12 juillet | Boxscore | Charlotte Bobcats 68, San Antonio Spurs 69          | Charlotte Bobcats 68, San Antonio Spurs 69 | Charlotte Bobcats 68, San Antonio Spurs 69 |  | Cox Pavilion, Paradise, Nevada Arbitres : Matt Boland, Justin Van Duyne, Jaston Carter | NBA.TV |
| 12 juillet | Boxscore | Score par quart-temps : 20-21, 12-18, 20-17, 16-13  |                                            |                                            |  | Cox Pavilion, Paradise, Nevada Arbitres : Matt Boland, Justin Van Duyne, Jaston Carter | NBA.TV |
| 12 juillet | Boxscore | Jeffery Taylor 24 Bismack Biyombo 11 Jerome Dyson 3 | Points Rebonds Passes d.                   | Cory Joseph 19 Aron Baynes 8 Cory Joseph 5 |  | Cox Pavilion, Paradise, Nevada Arbitres : Matt Boland, Justin Van Duyne, Jaston Carter | NBA.TV |

#### Jour 2
| 13 juillet | Boxscore | Golden State Warriors 56, Washington Wizards 52   | Golden State Warriors 56, Washington Wizards 52 | Golden State Warriors 56, Washington Wizards 52 |  | Cox Pavilion, Paradise, Nevada Arbitres : Brett Nansel, Gerald Williams, Michael Weiland | NBA.TV |
| 13 juillet | Boxscore | Score par quart-temps : 15-15, 10-8, 12-16, 19-13 |                                                 |                                                 |  | Cox Pavilion, Paradise, Nevada Arbitres : Brett Nansel, Gerald Williams, Michael Weiland | NBA.TV |
| 13 juillet | Boxscore | Kent Bazemore 21 2 joueurs 5 Kent Bazemore 3      | Points Rebonds Passes d.                        | Chris Singleton 13 2 joueurs 7 Marquez Haynes 6 |  | Cox Pavilion, Paradise, Nevada Arbitres : Brett Nansel, Gerald Williams, Michael Weiland | NBA.TV |

| 13 juillet | Boxscore | Sacramento Kings 73, Dallas Mavericks 76           | Sacramento Kings 73, Dallas Mavericks 76 | Sacramento Kings 73, Dallas Mavericks 76    |  | Cox Pavilion, Paradise, Nevada Arbitres : Kevin Fehr, Gediminas Petraitis, Arsen Andryushkin | NBA.TV |
| 13 juillet | Boxscore | Score par quart-temps : 21-16, 18-16, 17-19, 17-25 |                                          |                                             |  | Cox Pavilion, Paradise, Nevada Arbitres : Kevin Fehr, Gediminas Petraitis, Arsen Andryushkin | NBA.TV |
| 13 juillet | Boxscore | Drew Gordon 17 Drew Gordon 10 Ray McCallum 4       | Points Rebonds Passes d.                 | Josh Akognon 22 Bernard James 9 Gal Mekel 4 |  | Cox Pavilion, Paradise, Nevada Arbitres : Kevin Fehr, Gediminas Petraitis, Arsen Andryushkin | NBA.TV |

| 13 juillet | Boxscore | Minnesota Timberwolves 81, NBA D-League Select 83  | Minnesota Timberwolves 81, NBA D-League Select 83 | Minnesota Timberwolves 81, NBA D-League Select 83 |  | Thomas and Mack Center, Paradise, Nevada Arbitres : Brent Barnaky, Aaron Smith, Emin Mogulkoc, Nick Buchert, Jacyn Goble, Gontas Spyridon | NBA.TV |
| 13 juillet | Boxscore | Score par quart-temps : 22-11, 11-21, 22-27, 26-24 |                                                   |                                                   |  | Thomas and Mack Center, Paradise, Nevada Arbitres : Brent Barnaky, Aaron Smith, Emin Mogulkoc, Nick Buchert, Jacyn Goble, Gontas Spyridon | NBA.TV |
| 13 juillet | Boxscore | 2 joueurs 12 Chris Johnson 10 Keydren Clark 3      | Points Rebonds Passes d.                          | Stefhon Hannah 23 2 joueurs 5 2 joueurs 3         |  | Thomas and Mack Center, Paradise, Nevada Arbitres : Brent Barnaky, Aaron Smith, Emin Mogulkoc, Nick Buchert, Jacyn Goble, Gontas Spyridon | NBA.TV |

| 13 juillet | Boxscore | Chicago Bulls 81, Memphis Grizzlies 67                 | Chicago Bulls 81, Memphis Grizzlies 67 | Chicago Bulls 81, Memphis Grizzlies 67      |  | Cox Pavilion, Paradise, Nevada Arbitres : Matt Boland, Mike Stephens, Mei Wang | NBA.TV |
| 13 juillet | Boxscore | Score par quart-temps : 16-14, 22-15, 25-19, 18-19     |                                        |                                             |  | Cox Pavilion, Paradise, Nevada Arbitres : Matt Boland, Mike Stephens, Mei Wang | NBA.TV |
| 13 juillet | Boxscore | Andrew Goudelock 26 Malcolm Thomas 10 Marquis Teague 7 | Points Rebonds Passes d.               | Tony Wroten 17 Matt Howard 11 Tony Wroten 4 |  | Cox Pavilion, Paradise, Nevada Arbitres : Matt Boland, Mike Stephens, Mei Wang | NBA.TV |

| 13 juillet | Boxscore | Phoenix Suns 82, Portland Trail Blazers 69             | Phoenix Suns 82, Portland Trail Blazers 69 | Phoenix Suns 82, Portland Trail Blazers 69        |  | Thomas and Mack Center, Paradise, Nevada Arbitres : Tre Maddox, Matthew Myers, Tomasz Trawicki | NBA.TV |
| 13 juillet | Boxscore | Score par quart-temps : 16-19, 16-16, 28-17, 22-17     |                                            |                                                   |  | Thomas and Mack Center, Paradise, Nevada Arbitres : Tre Maddox, Matthew Myers, Tomasz Trawicki | NBA.TV |
| 13 juillet | Boxscore | Markieff Morris 18 Arinze Onuaku 11 Kendall Marshall 4 | Points Rebonds Passes d.                   | C.J. McCollum 22 Meyers Leonard 9 C.J. McCollum 4 |  | Thomas and Mack Center, Paradise, Nevada Arbitres : Tre Maddox, Matthew Myers, Tomasz Trawicki | NBA.TV |

| 13 juillet | Boxscore | Denver Nuggets 74, Milwaukee Bucks 88                | Denver Nuggets 74, Milwaukee Bucks 88 | Denver Nuggets 74, Milwaukee Bucks 88        |  | Cox Pavilion, Paradise, Nevada Arbitres : Scott Bolnick, Ben Taylor, Timothy Boswell | NBA.TV |
| 13 juillet | Boxscore | Score par quart-temps : 21-26, 15-22, 13-17, 25-23   |                                       |                                              |  | Cox Pavilion, Paradise, Nevada Arbitres : Scott Bolnick, Ben Taylor, Timothy Boswell | NBA.TV |
| 13 juillet | Boxscore | 2 joueurs 11 Jordan Hamilton 9 Darius Johnson-Odom 3 | Points Rebonds Passes d.              | John Henson 19 John Henson 13 Nate Wolters 3 |  | Cox Pavilion, Paradise, Nevada Arbitres : Scott Bolnick, Ben Taylor, Timothy Boswell | NBA.TV |

| 13 juillet | Boxscore | Miami Heat 81, Toronto Raptors 72                 | Miami Heat 81, Toronto Raptors 72 | Miami Heat 81, Toronto Raptors 72            |  | Thomas and Mack Center, Paradise, Nevada Arbitres : Donald Hudson, Justin Van Duyne, Olegs Latisevs | NBA.TV |
| 13 juillet | Boxscore | Score par quart-temps : 24-27, 13-17, 23-8, 21-20 |                                   |                                              |  | Thomas and Mack Center, Paradise, Nevada Arbitres : Donald Hudson, Justin Van Duyne, Olegs Latisevs | NBA.TV |
| 13 juillet | Boxscore | 2 joueurs 16 2 joueurs 7 4 joueurs 2              | Points Rebonds Passes d.          | Jonas Valančiūnas 23 2 joueurs 7 4 joueurs 2 |  | Thomas and Mack Center, Paradise, Nevada Arbitres : Donald Hudson, Justin Van Duyne, Olegs Latisevs | NBA.TV |

#### Jour 3
| 14 juillet | Boxscore | New York Knicks 82, Washington Wizards 69          | New York Knicks 82, Washington Wizards 69 | New York Knicks 82, Washington Wizards 69     |  | Cox Pavilion, Paradise, Nevada Arbitres : Brent Barnaky, Matthew Myers, Jason Simank | NBA.TV |
| 14 juillet | Boxscore | Score par quart-temps : 24-21, 15-21, 20-15, 23-12 |                                           |                                               |  | Cox Pavilion, Paradise, Nevada Arbitres : Brent Barnaky, Matthew Myers, Jason Simank | NBA.TV |
| 14 juillet | Boxscore | Terrence Jennings 16 2 joueurs 8 Chris Smith 4     | Points Rebonds Passes d.                  | Marquez Haynes 13 Jan Veselý 10 Otto Porter 3 |  | Cox Pavilion, Paradise, Nevada Arbitres : Brent Barnaky, Matthew Myers, Jason Simank | NBA.TV |

| 14 juillet | Boxscore | Los Angeles Clippers 77, NBA D-League Select 83     | Los Angeles Clippers 77, NBA D-League Select 83 | Los Angeles Clippers 77, NBA D-League Select 83 |  | Thomas and Mack Center, Paradise, Nevada Arbitres : Kevin Fehr, Jacyn Goble, Deldre Carr | NBA.TV |
| 14 juillet | Boxscore | Score par quart-temps : 18-30, 17-11, 16-16, 26-26  |                                                 |                                                 |  | Thomas and Mack Center, Paradise, Nevada Arbitres : Kevin Fehr, Jacyn Goble, Deldre Carr | NBA.TV |
| 14 juillet | Boxscore | Reggie Bullock 18 Samardo Samuels 6 Jerome Randle 8 | Points Rebonds Passes d.                        | Elijah Millsap 21 Elijah Millsap 7 2 joueurs 4  |  | Thomas and Mack Center, Paradise, Nevada Arbitres : Kevin Fehr, Jacyn Goble, Deldre Carr | NBA.TV |

| 14 juillet | Boxscore | Charlotte Bobcats 86, Dallas Mavericks 80          | Charlotte Bobcats 86, Dallas Mavericks 80 | Charlotte Bobcats 86, Dallas Mavericks 80  |  | Cox Pavilion, Paradise, Nevada Arbitres : Nick Buchert, Phenizee Ransom, Pat Adams | NBA.TV |
| 14 juillet | Boxscore | Score par quart-temps : 20-10, 30-18, 17-23, 19-29 |                                           |                                            |  | Cox Pavilion, Paradise, Nevada Arbitres : Nick Buchert, Phenizee Ransom, Pat Adams | NBA.TV |
| 14 juillet | Boxscore | Cody Zeller 21 Cody Zeller 13 Jerome Dyson 4       | Points Rebonds Passes d.                  | Justin Dentmon 18 Ricky Ledo 6 Gal Mekel 4 |  | Cox Pavilion, Paradise, Nevada Arbitres : Nick Buchert, Phenizee Ransom, Pat Adams | NBA.TV |

| 14 juillet | Boxscore | Los Angeles Lakers 81, Portland Trail Blazers 63   | Los Angeles Lakers 81, Portland Trail Blazers 63 | Los Angeles Lakers 81, Portland Trail Blazers 63    |  | Thomas and Mack Center, Paradise, Nevada Arbitres : Tre Maddox, Aaron Smith, Jaston Carter | NBA.TV |
| 14 juillet | Boxscore | Score par quart-temps : 18-20, 25-10, 22-18, 16-15 |                                                  |                                                     |  | Thomas and Mack Center, Paradise, Nevada Arbitres : Tre Maddox, Aaron Smith, Jaston Carter | NBA.TV |
| 14 juillet | Boxscore | Lester Hudson 15 Robert Sacre 8 Michael Snaer 3    | Points Rebonds Passes d.                         | C.J. McCollum 15 Thomas Robinson 10 C.J. McCollum 5 |  | Thomas and Mack Center, Paradise, Nevada Arbitres : Tre Maddox, Aaron Smith, Jaston Carter | NBA.TV |

| 14 juillet | Boxscore | Cleveland Cavaliers 69, Memphis Grizzlies 58      | Cleveland Cavaliers 69, Memphis Grizzlies 58 | Cleveland Cavaliers 69, Memphis Grizzlies 58 |  | Cox Pavilion, Paradise, Nevada Arbitres : Don Hudson, Michael Pearson, Michael Terry | NBA.TV |
| 14 juillet | Boxscore | Score par quart-temps : 21-17, 15-15, 17-18, 16-8 |                                              |                                              |  | Cox Pavilion, Paradise, Nevada Arbitres : Don Hudson, Michael Pearson, Michael Terry | NBA.TV |
| 14 juillet | Boxscore | Dion Waiters 23 Carrick Felix 11 Dion Waiters 4   | Points Rebonds Passes d.                     | Jack Cooley 20 Jack Cooley 9 3 joueurs 2     |  | Cox Pavilion, Paradise, Nevada Arbitres : Don Hudson, Michael Pearson, Michael Terry | NBA.TV |

| 14 juillet | Boxscore | New Orleans Pelicans 61, Milwaukee Bucks 69        | New Orleans Pelicans 61, Milwaukee Bucks 69 | New Orleans Pelicans 61, Milwaukee Bucks 69 |  | Thomas and Mack Center, Paradise, Nevada Arbitres : Matt Boland, Justin Van Duyne, Lauren Holtkamp | NBA.TV |
| 14 juillet | Boxscore | Score par quart-temps : 13-17, 14-10, 18-21, 16-21 |                                             |                                             |  | Thomas and Mack Center, Paradise, Nevada Arbitres : Matt Boland, Justin Van Duyne, Lauren Holtkamp | NBA.TV |
| 14 juillet | Boxscore | Brian Roberts 20 2 joueurs 7 Tamir Jackson 3       | Points Rebonds Passes d.                    | Dominique Jones 16 2 joueurs 6 Ish Smith 4  |  | Thomas and Mack Center, Paradise, Nevada Arbitres : Matt Boland, Justin Van Duyne, Lauren Holtkamp | NBA.TV |

| 14 juillet | Boxscore | Atlanta Hawks 75, Miami Heat 71                    | Atlanta Hawks 75, Miami Heat 71 | Atlanta Hawks 75, Miami Heat 71           |  | Cox Pavilion, Paradise, Nevada Arbitres : Josh Tiven, Brandon Hiers, Mike Stephens | NBA.TV |
| 14 juillet | Boxscore | Score par quart-temps : 12-17, 17-11, 23-21, 23-22 |                                 |                                           |  | Cox Pavilion, Paradise, Nevada Arbitres : Josh Tiven, Brandon Hiers, Mike Stephens | NBA.TV |
| 14 juillet | Boxscore | John Jenkins 19 4 joueurs 4 Dennis Schröder 8      | Points Rebonds Passes d.        | 2 joueurs 11 Jarvis Varnado 7 2 joueurs 2 |  | Cox Pavilion, Paradise, Nevada Arbitres : Josh Tiven, Brandon Hiers, Mike Stephens | NBA.TV |

| 14 juillet | Boxscore | San Antonio Spurs 76, Toronto Raptors 82           | San Antonio Spurs 76, Toronto Raptors 82 | San Antonio Spurs 76, Toronto Raptors 82              |  | Thomas and Mack Center, Paradise, Nevada Arbitres : James Williams, Jeff Wooten, Brett Nansel | NBA.TV |
| 14 juillet | Boxscore | Score par quart-temps : 19-21, 20-18, 16-20, 21-23 |                                          |                                                       |  | Thomas and Mack Center, Paradise, Nevada Arbitres : James Williams, Jeff Wooten, Brett Nansel | NBA.TV |
| 14 juillet | Boxscore | 2 joueurs 16 Aron Baynes 9 Cory Joseph 6           | Points Rebonds Passes d.                 | Jonas Valančiūnas 19 Jonas Valančiūnas 13 Coby Karl 7 |  | Thomas and Mack Center, Paradise, Nevada Arbitres : James Williams, Jeff Wooten, Brett Nansel | NBA.TV |

#### Jour 4
| 15 juillet | Boxscore | New York Knicks 71, Charlotte Bobcats 84           | New York Knicks 71, Charlotte Bobcats 84 | New York Knicks 71, Charlotte Bobcats 84           |  | Cox Pavilion, Paradise, Nevada Arbitres : SirAllen Connor, Jaston Carter, Deldre Carr | NBA.TV |
| 15 juillet | Boxscore | Score par quart-temps : 19-20, 22-27, 16-21, 14-16 |                                          |                                                    |  | Cox Pavilion, Paradise, Nevada Arbitres : SirAllen Connor, Jaston Carter, Deldre Carr | NBA.TV |
| 15 juillet | Boxscore | C.J. Leslie 15 Jerome Jordan 9 J'Covan Brown 3     | Points Rebonds Passes d.                 | Jeffery Taylor 20 Bismack Biyombo 11 Abdul Gaddy 5 |  | Cox Pavilion, Paradise, Nevada Arbitres : SirAllen Connor, Jaston Carter, Deldre Carr | NBA.TV |

| 15 juillet | Boxscore | Cleveland Cavaliers 62, New Orleans Pelicans 66       | Cleveland Cavaliers 62, New Orleans Pelicans 66 | Cleveland Cavaliers 62, New Orleans Pelicans 66 |  | Cox Pavilion, Paradise, Nevada Arbitres : Brett Nansel, Byron Jarrett, Michael Terry | NBA.TV |
| 15 juillet | Boxscore | Score par quart-temps : 16-24, 19-18, 14-7, 13-17     |                                                 |                                                 |  | Cox Pavilion, Paradise, Nevada Arbitres : Brett Nansel, Byron Jarrett, Michael Terry | NBA.TV |
| 15 juillet | Boxscore | Dion Waiters 16 Tyler Zeller 12 Matthew Dellavedova 3 | Points Rebonds Passes d.                        | Lance Thomas 14 Lance Thomas 10 Brian Roberts 6 |  | Cox Pavilion, Paradise, Nevada Arbitres : Brett Nansel, Byron Jarrett, Michael Terry | NBA.TV |

| 15 juillet | Boxscore | Minnesota Timberwolves 89, Phoenix Suns 91         | Minnesota Timberwolves 89, Phoenix Suns 91 | Minnesota Timberwolves 89, Phoenix Suns 91           |  | Thomas and Mack Center, Paradise, Nevada Arbitres : Scott Twardoski, Brandon Hiers, William Mensah, Brenda Pantoja, Vladimir Voyard Mitchell Ervin | NBA.TV |
| 15 juillet | Boxscore | Score par quart-temps : 32-14, 17-17, 20-31, 20-29 |                                            |                                                      |  | Thomas and Mack Center, Paradise, Nevada Arbitres : Scott Twardoski, Brandon Hiers, William Mensah, Brenda Pantoja, Vladimir Voyard Mitchell Ervin | NBA.TV |
| 15 juillet | Boxscore | Robbie Hummel 18 2 joueurs 7 Othyus Jeffers 4      | Points Rebonds Passes d.                   | Markieff Morris 22 P. J. Tucker 9 Kendall Marshall 6 |  | Thomas and Mack Center, Paradise, Nevada Arbitres : Scott Twardoski, Brandon Hiers, William Mensah, Brenda Pantoja, Vladimir Voyard Mitchell Ervin | NBA.TV |

| 15 juillet | Boxscore | Los Angeles Clippers 65, Los Angeles Lakers 77    | Los Angeles Clippers 65, Los Angeles Lakers 77 | Los Angeles Clippers 65, Los Angeles Lakers 77 |  | Cox Pavilion, Paradise, Nevada Arbitres : Lauren Holtkamp, Charles Watson, Pat Adams | NBA.TV |
| 15 juillet | Boxscore | Score par quart-temps : 21-18, 19-24, 9-16, 16-19 |                                                |                                                |  | Cox Pavilion, Paradise, Nevada Arbitres : Lauren Holtkamp, Charles Watson, Pat Adams | NBA.TV |
| 15 juillet | Boxscore | Reggie Bullock 12 4 joueurs 4 Maalik Wayns 4      | Points Rebonds Passes d.                       | Marcus Landry 16 Lester Hudson 9 2 joueurs 4   |  | Cox Pavilion, Paradise, Nevada Arbitres : Lauren Holtkamp, Charles Watson, Pat Adams | NBA.TV |

| 15 juillet | Boxscore | Sacramento Kings 66, Golden State Warriors 80      | Sacramento Kings 66, Golden State Warriors 80 | Sacramento Kings 66, Golden State Warriors 80    |  | Thomas and Mack Center, Paradise, Nevada Arbitres : Mitchell Ervin, Olandis Poole, Phenizee Ransom, Don Hudson | NBA.TV |
| 15 juillet | Boxscore | Score par quart-temps : 11-12, 16-29, 17-19, 22-20 |                                               |                                                  |  | Thomas and Mack Center, Paradise, Nevada Arbitres : Mitchell Ervin, Olandis Poole, Phenizee Ransom, Don Hudson | NBA.TV |
| 15 juillet | Boxscore | Ray McCallum 23 Drew Gordon 6 Kyle Randall 2       | Points Rebonds Passes d.                      | Draymond Green 18 Micheal Eric 8 Kent Bazemore 5 |  | Thomas and Mack Center, Paradise, Nevada Arbitres : Mitchell Ervin, Olandis Poole, Phenizee Ransom, Don Hudson | NBA.TV |

| 15 juillet | Boxscore | San Antonio Spurs 96, Atlanta Hawks 87             | San Antonio Spurs 96, Atlanta Hawks 87 | San Antonio Spurs 96, Atlanta Hawks 87           |  | Cox Pavilion, Paradise, Nevada Arbitres : Scott Bolnick, Tyler Ford, CJ Washington | NBA.TV |
| 15 juillet | Boxscore | Score par quart-temps : 20-25, 20-14, 33-26, 23-22 |                                        |                                                  |  | Cox Pavilion, Paradise, Nevada Arbitres : Scott Bolnick, Tyler Ford, CJ Washington | NBA.TV |
| 15 juillet | Boxscore | 2 joueurs 19 Aron Baynes 15 Nando de Colo 8        | Points Rebonds Passes d.               | Mike Scott 27 Lucas Nogueira 9 Dennis Schröder 3 |  | Cox Pavilion, Paradise, Nevada Arbitres : Scott Bolnick, Tyler Ford, CJ Washington | NBA.TV |

| 15 juillet | Boxscore | Chicago Bulls 93, Denver Nuggets 81                    | Chicago Bulls 93, Denver Nuggets 81 | Chicago Bulls 93, Denver Nuggets 81                |  | Thomas and Mack Center, Paradise, Nevada Arbitres : Josh Tiven, Jeff Wooten, Keith Kimble | NBA.TV |
| 15 juillet | Boxscore | Score par quart-temps : 20-14, 17-21, 29-23, 27-23     |                                     |                                                    |  | Thomas and Mack Center, Paradise, Nevada Arbitres : Josh Tiven, Jeff Wooten, Keith Kimble | NBA.TV |
| 15 juillet | Boxscore | Andrew Goudelock 31 Malcolm Thomas 22 Marquis Teague 7 | Points Rebonds Passes d.            | Evan Fournier 20 2 joueurs 7 Darius Johnson-Odom 6 |  | Thomas and Mack Center, Paradise, Nevada Arbitres : Josh Tiven, Jeff Wooten, Keith Kimble | NBA.TV |

#### Jour 5
| 16 juillet | Boxscore | Minnesota Timberwolves 79, Miami Heat 69           | Minnesota Timberwolves 79, Miami Heat 69 | Minnesota Timberwolves 79, Miami Heat 69           |  | Cox Pavilion, Paradise, Nevada Arbitres : Brent Barnaky, Brenda Pantoja, Garrick Shannon | NBA.TV |
| 16 juillet | Boxscore | Score par quart-temps : 23-21, 22-18, 19-12, 15-18 |                                          |                                                    |  | Cox Pavilion, Paradise, Nevada Arbitres : Brent Barnaky, Brenda Pantoja, Garrick Shannon | NBA.TV |
| 16 juillet | Boxscore | Brandon Paul 13 Robbie Hummel 7 2 joueurs 3        | Points Rebonds Passes d.                 | James Nunnally 12 Jarvis Varnado 5 D. J. Kennedy 5 |  | Cox Pavilion, Paradise, Nevada Arbitres : Brent Barnaky, Brenda Pantoja, Garrick Shannon | NBA.TV |

| 16 juillet | Boxscore | Sacramento Kings 70, Toronto Raptors 81           | Sacramento Kings 70, Toronto Raptors 81 | Sacramento Kings 70, Toronto Raptors 81              |  | Cox Pavilion, Paradise, Nevada Arbitres : SirAllen Conner, Jonathan Sterling, Jeff Wooten | NBA.TV |
| 16 juillet | Boxscore | Score par quart-temps : 8-18, 18-10, 22-27, 22-26 |                                         |                                                      |  | Cox Pavilion, Paradise, Nevada Arbitres : SirAllen Conner, Jonathan Sterling, Jeff Wooten | NBA.TV |
| 16 juillet | Boxscore | Ben McLemore 26 Drew Gordon 6 3 joueurs 3         | Points Rebonds Passes d.                | Jonas Valančiūnas 18 Jonas Valančiūnas 8 3 joueurs 2 |  | Cox Pavilion, Paradise, Nevada Arbitres : SirAllen Conner, Jonathan Sterling, Jeff Wooten | NBA.TV |

| 16 juillet | Boxscore | Golden State Warriors 84, Milwaukee Bucks 72       | Golden State Warriors 84, Milwaukee Bucks 72 | Golden State Warriors 84, Milwaukee Bucks 72  |  | Thomas and Mack Center, Paradise, Nevada Arbitres : Eli Roe, Chris Ford, Ray Acosta, Haywoode Workman, Charles Watson, Vladimir Voyard | NBA.TV |
| 16 juillet | Boxscore | Score par quart-temps : 25-16, 17-15, 15-17, 27-24 |                                              |                                               |  | Thomas and Mack Center, Paradise, Nevada Arbitres : Eli Roe, Chris Ford, Ray Acosta, Haywoode Workman, Charles Watson, Vladimir Voyard | NBA.TV |
| 16 juillet | Boxscore | Lance Goulbourne 13 Micheal Eric 11 2 joueurs 4    | Points Rebonds Passes d.                     | Dominique Jones 11 John Henson 15 Ish Smith 3 |  | Thomas and Mack Center, Paradise, Nevada Arbitres : Eli Roe, Chris Ford, Ray Acosta, Haywoode Workman, Charles Watson, Vladimir Voyard | NBA.TV |

| 16 juillet | Boxscore | Chicago Bulls 80, Portland Trail Blazers 78                             | Chicago Bulls 80, Portland Trail Blazers 78 | Chicago Bulls 80, Portland Trail Blazers 78         | OT | Cox Pavilion, Paradise, Nevada Arbitres : Scott Twardoski, Justin Van Duyne, Byron Jarrett | NBA.TV |
| 16 juillet | Boxscore | Score par quart-temps : 20-15, 30-23, 11-14, 14-23 ; prolongation : 5-3 |                                             |                                                     | OT | Cox Pavilion, Paradise, Nevada Arbitres : Scott Twardoski, Justin Van Duyne, Byron Jarrett | NBA.TV |
| 16 juillet | Boxscore | Marquis Teague 25 Matthew Bryan-Amaning 9 Tony Snell 4                  | Points Rebonds Passes d.                    | C.J. McCollum 27 Thomas Robinson 18 Victor Claver 4 | OT | Cox Pavilion, Paradise, Nevada Arbitres : Scott Twardoski, Justin Van Duyne, Byron Jarrett | NBA.TV |

| 16 juillet | Boxscore | Phoenix Suns 100, Memphis Grizzlies 88               | Phoenix Suns 100, Memphis Grizzlies 88 | Phoenix Suns 100, Memphis Grizzlies 88           |  | Thomas and Mack Center, Paradise, Nevada Arbitres : Ben Taylor, Tyler Ford, Keith Kimble | NBA.TV |
| 16 juillet | Boxscore | Score par quart-temps : 19-26, 31-21, 24-18, 26-23   |                                        |                                                  |  | Thomas and Mack Center, Paradise, Nevada Arbitres : Ben Taylor, Tyler Ford, Keith Kimble | NBA.TV |
| 16 juillet | Boxscore | Archie Goodwin 22 Arinze Onuaku 12 Diante Garrett 12 | Points Rebonds Passes d.               | Donté Greene 18 Jack Cooley 10 Gerald Robinson 8 |  | Thomas and Mack Center, Paradise, Nevada Arbitres : Ben Taylor, Tyler Ford, Keith Kimble | NBA.TV |

| 16 juillet | Boxscore | Denver Nuggets 69, Washington Wizards 97           | Denver Nuggets 69, Washington Wizards 97 | Denver Nuggets 69, Washington Wizards 97          |  | Cox Pavilion, Paradise, Nevada Arbitres : Olandis Poole, Matthew Myers, Jason Goldenberg | NBA.TV |
| 16 juillet | Boxscore | Score par quart-temps : 14-24, 19-20, 23-26, 13-27 |                                          |                                                   |  | Cox Pavilion, Paradise, Nevada Arbitres : Olandis Poole, Matthew Myers, Jason Goldenberg | NBA.TV |
| 16 juillet | Boxscore | Evan Fournier 12 2 joueurs 5 4 joueurs 2           | Points Rebonds Passes d.                 | Jan Veselý 18 Chris Singleton 10 Marquez Haynes 6 |  | Cox Pavilion, Paradise, Nevada Arbitres : Olandis Poole, Matthew Myers, Jason Goldenberg | NBA.TV |

| 16 juillet | Boxscore | Dallas Mavericks 75, NBA D-League Select 82        | Dallas Mavericks 75, NBA D-League Select 82 | Dallas Mavericks 75, NBA D-League Select 82     |  | Thomas and Mack Center, Paradise, Nevada Arbitres : James Williams, CJ Washington, Mitchell Ervin | NBA.TV |
| 16 juillet | Boxscore | Score par quart-temps : 26-15, 11-19, 20-23, 18-25 |                                             |                                                 |  | Thomas and Mack Center, Paradise, Nevada Arbitres : James Williams, CJ Washington, Mitchell Ervin | NBA.TV |
| 16 juillet | Boxscore | Josh Akognon 20 Dewayne Dedmon 7 Gal Mekel 9       | Points Rebonds Passes d.                    | Kyle Weaver 15 Zach Andrews 10 Stefhon Hannah 3 |  | Thomas and Mack Center, Paradise, Nevada Arbitres : James Williams, CJ Washington, Mitchell Ervin | NBA.TV |

### Classement
Les équipes sont classées d’abord par le bilan général, puis par un système de quotient.
- Total des points de quart-temps (1 point pour la victoire, 0,5 pour une égalité, 0 pour la défaite)
- Face à face
- Différence de points
- Pile ou face

| #  | Équipe                 | Victoires | Défaites | Pourcentage | QT  | Tiebreaker               |
| -- | ---------------------- | --------- | -------- | ----------- | --- | ------------------------ |
| 1  | Golden State Warriors  | 3         | 0        | 100%        | 8.5 |                          |
| 2  | Chicago Bulls          | 3         | 0        | 100%        | 8   | Différence de points +28 |
| 3  | Phoenix Suns           | 3         | 0        | 100%        | 8   | Différence de points +27 |
| 4  | NBA D-League Select    | 3         | 0        | 100%        | 7   |                          |
| 5  | Charlotte Bobcats      | 2         | 1        | 66,7%       | 8   | Différence de points +18 |
| 6  | Toronto Raptors        | 2         | 1        | 66,7%       | 8   | Différence de points +8  |
| 7  | Cleveland Cavaliers    | 2         | 1        | 66,7%       | 7.5 |                          |
| 8  | Los Angeles Lakers     | 2         | 1        | 66,7%       | 7   | Différence de points +22 |
| 9  | Milwaukee Bucks        | 2         | 1        | 66,7%       | 7   | Différence de points +10 |
| 10 | San Antonio Spurs      | 2         | 1        | 66,7%       | 6   |                          |
| 11 | New Orleans Pelicans   | 2         | 1        | 66,7%       | 5   |                          |
| 12 | Washington Wizards     | 1         | 2        | 33,3%       | 6.5 | Différence de points +11 |
| 13 | Minnesota Timberwolves | 1         | 2        | 33,3%       | 6.5 | Différence de points +6  |
| 14 | Atlanta Hawks          | 1         | 2        | 33,3%       | 6   |                          |
| 15 | New York Knicks        | 1         | 2        | 33,3%       | 5   | Différence de points -5  |
| 16 | Dallas Mavericks       | 1         | 2        | 33,3%       | 5   | Différence de points -10 |
| 17 | Los Angeles Clippers   | 1         | 2        | 33,3%       | 5   | Différence de points -11 |
| 18 | Miami Heat             | 1         | 2        | 33,3%       | 4   |                          |
| 19 | Portland Trail Blazers | 0         | 3        | 0%          | 4.5 |                          |
| 20 | Sacramento Kings       | 0         | 3        | 0%          | 4   |                          |
| 21 | Memphis Grizzlies      | 0         | 3        | 0%          | 3.5 |                          |
| 22 | Denver Nuggets         | 0         | 3        | 0%          | 2   |                          |

### Tableau final
|  | Premier tour     | Premier tour          |                |     | Second tour | Second tour |  |  | Quarts de finale | Quarts de finale |  |  | Demi-finales | Demi-finales |  |  | Finale | Finale |
|  | Premier tour     | Premier tour          |                |     | Second tour | Second tour |  |  | Quarts de finale | Quarts de finale |  |  | Demi-finales | Demi-finales |  |  | Finale | Finale |
|  |                  |                       |                |     |             |             |  |  |                  |                  |  |  |              |              |  |  |        |        |
|  |                  |                       |                |     |             |             |  |  |                  |                  |  |  |              |              |  |  |        |        |
|  |                  |                       |                |     |             |             |  |  |                  |                  |  |  |              |              |  |  |        |        |
|  |                  |                       |                |     |             |             |  |  |                  |                  |  |  |              |              |  |  |        |        |
|  |                  |                       |                |     |             |             |  |  |                  |                  |  |  |              |              |  |  |        |        |
|  |                  |                       |                |     |             |             |  |  |                  |                  |  |  |              |              |  |  |        |        |
|  | 1 Golden State   | 79                    |                |     |             |             |  |  |                  |                  |  |  |              |              |  |  |        |        |
|  | 1 Golden State   | 79                    |                |     |             |             |  |  |                  |                  |  |  |              |              |  |  |        |        |
|  |                  | 16 Dallas             | 76             |     |             |             |  |  |                  |                  |  |  |              |              |  |  |        |        |
|  | 17 L.A. Clippers | 16 Dallas             | 76             | 89  |             |             |  |  |                  |                  |  |  |              |              |  |  |        |        |
|  | 17 L.A. Clippers |                       |                | 89  |             |             |  |  |                  |                  |  |  |              |              |  |  |        |        |
|  | 16 Dallas        | 95                    |                |     |             |             |  |  |                  |                  |  |  |              |              |  |  |        |        |
|  | 16 Dallas        | 95                    | 1 Golden State | 83  |             |             |  |  |                  |                  |  |  |              |              |  |  |        |        |
|  |                  |                       | 1 Golden State | 83  |             |             |  |  |                  |                  |  |  |              |              |  |  |        |        |
|  |                  | 8 L.A. Lakers         | 77             |     |             |             |  |  |                  |                  |  |  |              |              |  |  |        |        |
|  |                  | 8 L.A. Lakers         | 77             |     |             |             |  |  |                  |                  |  |  |              |              |  |  |        |        |
|  |                  |                       |                |     |             |             |  |  |                  |                  |  |  |              |              |  |  |        |        |
|  |                  |                       |                |     |             |             |  |  |                  |                  |  |  |              |              |  |  |        |        |
|  | 8 L.A. Lakers    | 72                    |                |     |             |             |  |  |                  |                  |  |  |              |              |  |  |        |        |
|  | 8 L.A. Lakers    | 72                    |                |     |             |             |  |  |                  |                  |  |  |              |              |  |  |        |        |
|  |                  | 9 Milwaukee           | 68             |     |             |             |  |  |                  |                  |  |  |              |              |  |  |        |        |
|  |                  | 9 Milwaukee           | 68             |     |             |             |  |  |                  |                  |  |  |              |              |  |  |        |        |
|  |                  |                       |                |     |             |             |  |  |                  |                  |  |  |              |              |  |  |        |        |
|  |                  |                       |                |     |             |             |  |  |                  |                  |  |  |              |              |  |  |        |        |
|  | 1 Golden State   | 75                    |                |     |             |             |  |  |                  |                  |  |  |              |              |  |  |        |        |
|  | 1 Golden State   | 75                    |                |     |             |             |  |  |                  |                  |  |  |              |              |  |  |        |        |
|  |                  | 5 Charlotte           | 67             |     |             |             |  |  |                  |                  |  |  |              |              |  |  |        |        |
|  |                  | 5 Charlotte           | 67             |     |             |             |  |  |                  |                  |  |  |              |              |  |  |        |        |
|  |                  |                       |                |     |             |             |  |  |                  |                  |  |  |              |              |  |  |        |        |
|  |                  |                       |                |     |             |             |  |  |                  |                  |  |  |              |              |  |  |        |        |
|  | 5 Charlotte      | 92                    |                |     |             |             |  |  |                  |                  |  |  |              |              |  |  |        |        |
|  | 5 Charlotte      | 92                    |                |     |             |             |  |  |                  |                  |  |  |              |              |  |  |        |        |
|  |                  | 21 Memphis            | 84             |     |             |             |  |  |                  |                  |  |  |              |              |  |  |        |        |
|  | 21 Memphis       | 21 Memphis            | 84             | 90  |             |             |  |  |                  |                  |  |  |              |              |  |  |        |        |
|  | 21 Memphis       |                       |                | 90  |             |             |  |  |                  |                  |  |  |              |              |  |  |        |        |
|  | 12 Washington    | 83                    |                |     |             |             |  |  |                  |                  |  |  |              |              |  |  |        |        |
|  | 12 Washington    | 83                    | 5 Charlotte    | 85  |             |             |  |  |                  |                  |  |  |              |              |  |  |        |        |
|  |                  |                       | 5 Charlotte    | 85  |             |             |  |  |                  |                  |  |  |              |              |  |  |        |        |
|  |                  | 4 NBA D-League Select | 75             |     |             |             |  |  |                  |                  |  |  |              |              |  |  |        |        |
|  | 13 Minnesota     | 4 NBA D-League Select | 75             | 92  |             |             |  |  |                  |                  |  |  |              |              |  |  |        |        |
|  | 13 Minnesota     |                       |                | 92  |             |             |  |  |                  |                  |  |  |              |              |  |  |        |        |
|  | 20 Sacramento    | 54                    |                |     |             |             |  |  |                  |                  |  |  |              |              |  |  |        |        |
|  | 20 Sacramento    | 54                    | 13 Minnesota   | 75  |             |             |  |  |                  |                  |  |  |              |              |  |  |        |        |
|  |                  |                       | 13 Minnesota   | 75  |             |             |  |  |                  |                  |  |  |              |              |  |  |        |        |
|  |                  | 4 NBA D-League Select | 83             |     |             |             |  |  |                  |                  |  |  |              |              |  |  |        |        |
|  |                  | 4 NBA D-League Select | 83             |     |             |             |  |  |                  |                  |  |  |              |              |  |  |        |        |
|  |                  |                       |                |     |             |             |  |  |                  |                  |  |  |              |              |  |  |        |        |
|  |                  |                       |                |     |             |             |  |  |                  |                  |  |  |              |              |  |  |        |        |
|  | 1 Golden State   | 91                    |                |     |             |             |  |  |                  |                  |  |  |              |              |  |  |        |        |
|  | 1 Golden State   | 91                    |                |     |             |             |  |  |                  |                  |  |  |              |              |  |  |        |        |
|  |                  | 3 Phoenix             | 77             |     |             |             |  |  |                  |                  |  |  |              |              |  |  |        |        |
|  |                  | 3 Phoenix             | 77             |     |             |             |  |  |                  |                  |  |  |              |              |  |  |        |        |
|  |                  |                       |                |     |             |             |  |  |                  |                  |  |  |              |              |  |  |        |        |
|  |                  |                       |                |     |             |             |  |  |                  |                  |  |  |              |              |  |  |        |        |
|  | 3 Phoenix        | 92                    |                |     |             |             |  |  |                  |                  |  |  |              |              |  |  |        |        |
|  | 3 Phoenix        | 92                    |                |     |             |             |  |  |                  |                  |  |  |              |              |  |  |        |        |
|  |                  | 19 Portland           | 84             |     |             |             |  |  |                  |                  |  |  |              |              |  |  |        |        |
|  | 19 Portland      | 19 Portland           | 84             | 70  |             |             |  |  |                  |                  |  |  |              |              |  |  |        |        |
|  | 19 Portland      |                       |                | 70  |             |             |  |  |                  |                  |  |  |              |              |  |  |        |        |
|  | 14 Atlanta       | 69                    |                |     |             |             |  |  |                  |                  |  |  |              |              |  |  |        |        |
|  | 14 Atlanta       | 69                    | 3 Phoenix      | 103 |             |             |  |  |                  |                  |  |  |              |              |  |  |        |        |
|  |                  |                       | 3 Phoenix      | 103 |             |             |  |  |                  |                  |  |  |              |              |  |  |        |        |
|  |                  | 6 Toronto             | 98             |     |             |             |  |  |                  |                  |  |  |              |              |  |  |        |        |
|  | 11 New Orleans   | 6 Toronto             | 98             | 82  |             |             |  |  |                  |                  |  |  |              |              |  |  |        |        |
|  | 11 New Orleans   |                       |                | 82  |             |             |  |  |                  |                  |  |  |              |              |  |  |        |        |
|  | 22 Denver        | 87                    |                |     |             |             |  |  |                  |                  |  |  |              |              |  |  |        |        |
|  | 22 Denver        | 87                    | 22 Denver      | 78  |             |             |  |  |                  |                  |  |  |              |              |  |  |        |        |
|  |                  |                       | 22 Denver      | 78  |             |             |  |  |                  |                  |  |  |              |              |  |  |        |        |
|  |                  | 6 Toronto             | 95             |     |             |             |  |  |                  |                  |  |  |              |              |  |  |        |        |
|  |                  | 6 Toronto             | 95             |     |             |             |  |  |                  |                  |  |  |              |              |  |  |        |        |
|  |                  |                       |                |     |             |             |  |  |                  |                  |  |  |              |              |  |  |        |        |
|  |                  |                       |                |     |             |             |  |  |                  |                  |  |  |              |              |  |  |        |        |
|  | 3 Phoenix        | 91                    |                |     |             |             |  |  |                  |                  |  |  |              |              |  |  |        |        |
|  | 3 Phoenix        | 91                    |                |     |             |             |  |  |                  |                  |  |  |              |              |  |  |        |        |
|  |                  | 18 Miami              | 89             |     |             |             |  |  |                  |                  |  |  |              |              |  |  |        |        |
|  |                  | 18 Miami              | 89             |     |             |             |  |  |                  |                  |  |  |              |              |  |  |        |        |
|  |                  |                       |                |     |             |             |  |  |                  |                  |  |  |              |              |  |  |        |        |
|  |                  |                       |                |     |             |             |  |  |                  |                  |  |  |              |              |  |  |        |        |
|  | 7 Cleveland      | 72                    |                |     |             |             |  |  |                  |                  |  |  |              |              |  |  |        |        |
|  | 7 Cleveland      | 72                    |                |     |             |             |  |  |                  |                  |  |  |              |              |  |  |        |        |
|  |                  | 10 San Antonio        | 66             |     |             |             |  |  |                  |                  |  |  |              |              |  |  |        |        |
|  |                  | 10 San Antonio        | 66             |     |             |             |  |  |                  |                  |  |  |              |              |  |  |        |        |
|  |                  |                       |                |     |             |             |  |  |                  |                  |  |  |              |              |  |  |        |        |
|  |                  |                       |                |     |             |             |  |  |                  |                  |  |  |              |              |  |  |        |        |
|  | 7 Cleveland      | 76                    |                |     |             |             |  |  |                  |                  |  |  |              |              |  |  |        |        |
|  | 7 Cleveland      | 76                    |                |     |             |             |  |  |                  |                  |  |  |              |              |  |  |        |        |
|  |                  | 18 Miami              | 82             |     |             |             |  |  |                  |                  |  |  |              |              |  |  |        |        |
|  | 15 New York      | 18 Miami              | 82             | 66  |             |             |  |  |                  |                  |  |  |              |              |  |  |        |        |
|  | 15 New York      |                       |                | 66  |             |             |  |  |                  |                  |  |  |              |              |  |  |        |        |
|  | 18 Miami         | 113                   |                |     |             |             |  |  |                  |                  |  |  |              |              |  |  |        |        |
|  | 18 Miami         | 113                   | 18 Miami       | 68  |             |             |  |  |                  |                  |  |  |              |              |  |  |        |        |
|  |                  |                       | 18 Miami       | 68  |             |             |  |  |                  |                  |  |  |              |              |  |  |        |        |
|  |                  | 2 Chicago             | 62             |     |             |             |  |  |                  |                  |  |  |              |              |  |  |        |        |
|  |                  | 2 Chicago             | 62             |     |             |             |  |  |                  |                  |  |  |              |              |  |  |        |        |
|  |                  |                       |                |     |             |             |  |  |                  |                  |  |  |              |              |  |  |        |        |
|  |                  |                       |                |     |             |             |  |  |                  |                  |  |  |              |              |  |  |        |        |
|  |                  |                       |                |     |             |             |  |  |                  |                  |  |  |              |              |  |  |        |        |

### Phases finales

#### Premier tour
| 17 juillet | Boxscore | Denver Nuggets 87, New Orleans Pelicans 82         | Denver Nuggets 87, New Orleans Pelicans 82 | Denver Nuggets 87, New Orleans Pelicans 82     |  | Cox Pavilion, Paradise, Nevada Arbitres : Haywoode Workman, Cheryl Flores, Tyler Ford, Eli Roe, Jonathan Sterling, Keith Kimble | NBA.TV |
| 17 juillet | Boxscore | Score par quart-temps : 31-17, 18-21, 19-22, 19-22 |                                            |                                                |  | Cox Pavilion, Paradise, Nevada Arbitres : Haywoode Workman, Cheryl Flores, Tyler Ford, Eli Roe, Jonathan Sterling, Keith Kimble | NBA.TV |
| 17 juillet | Boxscore | Jordan Hamilton 23 Quincy Miller 5 2 joueurs 4     | Points Rebonds Passes d.                   | Darius Miller 23 Jeff Withey 6 Darius Miller 3 |  | Cox Pavilion, Paradise, Nevada Arbitres : Haywoode Workman, Cheryl Flores, Tyler Ford, Eli Roe, Jonathan Sterling, Keith Kimble | NBA.TV |

| 17 juillet | Boxscore | Memphis Grizzlies 90, Washington Wizards 83    | Memphis Grizzlies 90, Washington Wizards 83 | Memphis Grizzlies 90, Washington Wizards 83      |  | Thomas and Mack Center, Paradise, Nevada Arbitres : Haywoode Workman, Tyler Ford, Cheryl Flores, Brenda Pantoja | NBA.TV |
| 17 juillet | Boxscore | Score par quart-temps : 25-24, 23, 24-8, 18-28 |                                             |                                                  |  | Thomas and Mack Center, Paradise, Nevada Arbitres : Haywoode Workman, Tyler Ford, Cheryl Flores, Brenda Pantoja | NBA.TV |
| 17 juillet | Boxscore | Tony Wroten 23 Jack Cooley 12 Tony Wroten 6    | Points Rebonds Passes d.                    | Chris Singleton 16 Jan Veselý 9 Glen Rice, Jr. 3 |  | Thomas and Mack Center, Paradise, Nevada Arbitres : Haywoode Workman, Tyler Ford, Cheryl Flores, Brenda Pantoja | NBA.TV |

| 17 juillet | Boxscore | Sacramento Kings 54, Minnesota Timberwolves 92     | Sacramento Kings 54, Minnesota Timberwolves 92 | Sacramento Kings 54, Minnesota Timberwolves 92      |  | Cox Pavilion, Paradise, Nevada Arbitres : Kevin Scott, Scott Bolnick, Pat Adams | NBA.TV |
| 17 juillet | Boxscore | Score par quart-temps : 10-21, 13-28, 17-23, 14-20 |                                                |                                                     |  | Cox Pavilion, Paradise, Nevada Arbitres : Kevin Scott, Scott Bolnick, Pat Adams | NBA.TV |
| 17 juillet | Boxscore | Will Clyburn 15 Shane Gibson 9 Kyle Randall 3      | Points Rebonds Passes d.                       | Shabazz Muhammad 17 Lorenzo Brown 6 Chris Johnson 4 |  | Cox Pavilion, Paradise, Nevada Arbitres : Kevin Scott, Scott Bolnick, Pat Adams | NBA.TV |

| 17 juillet | Boxscore | Portland Trail Blazers 70, Atlanta Hawks 69                             | Portland Trail Blazers 70, Atlanta Hawks 69 | Portland Trail Blazers 70, Atlanta Hawks 69     | OT | Thomas and Mack Center, Paradise, Nevada Arbitres : Olandis Poole, Mitchell Ervin, SirAllen Connor | NBA.TV |
| 17 juillet | Boxscore | Score par quart-temps : 19-20, 12-21, 16-15, 20-11 ; prolongation : 3-2 |                                             |                                                 | OT | Thomas and Mack Center, Paradise, Nevada Arbitres : Olandis Poole, Mitchell Ervin, SirAllen Connor | NBA.TV |
| 17 juillet | Boxscore | C.J. McCollum 19 Thomas Robinson 17 Will Barton 4                       | Points Rebonds Passes d.                    | Mike Scott 19 Mike Muscala 12 Dennis Schröder 5 | OT | Thomas and Mack Center, Paradise, Nevada Arbitres : Olandis Poole, Mitchell Ervin, SirAllen Connor | NBA.TV |

| 17 juillet | Boxscore | Miami Heat 113, New York Knicks 66                | Miami Heat 113, New York Knicks 66 | Miami Heat 113, New York Knicks 66          |  | Cox Pavilion, Paradise, Nevada Arbitres : JT Orr, Lauren Holtkamp, Byron Jarrett | NBA.TV |
| 17 juillet | Boxscore | Score par quart-temps : 22-8, 28-16, 30-15, 33-27 |                                    |                                             |  | Cox Pavilion, Paradise, Nevada Arbitres : JT Orr, Lauren Holtkamp, Byron Jarrett | NBA.TV |
| 17 juillet | Boxscore | Travis Leslie 23 Jarvis Varnado 6 Myck Kabongo 6  | Points Rebonds Passes d.           | Jeremy Tyler 18 Jerome Jordan 9 3 joueurs 2 |  | Cox Pavilion, Paradise, Nevada Arbitres : JT Orr, Lauren Holtkamp, Byron Jarrett | NBA.TV |

| 17 juillet | Boxscore | Los Angeles Clippers 89, Dallas Mavericks 95       | Los Angeles Clippers 89, Dallas Mavericks 95 | Los Angeles Clippers 89, Dallas Mavericks 95      |  | Thomas and Mack Center, Paradise, Nevada Arbitres : Scott Twardoski, Dedric Taylor, Don Hudson | NBA.TV |
| 17 juillet | Boxscore | Score par quart-temps : 23-16, 19-28, 20-21, 27-30 |                                              |                                                   |  | Thomas and Mack Center, Paradise, Nevada Arbitres : Scott Twardoski, Dedric Taylor, Don Hudson | NBA.TV |
| 17 juillet | Boxscore | Reggie Bullock 20 2 joueurs 9 Jerome Randle 6      | Points Rebonds Passes d.                     | Josh Akognon 24 Jackie Carmichael 9 Jae Crowder 5 |  | Thomas and Mack Center, Paradise, Nevada Arbitres : Scott Twardoski, Dedric Taylor, Don Hudson | NBA.TV |

#### Second tour
| 18 juillet | Boxscore | San Antonio Spurs 66, Cleveland Cavaliers 72       | San Antonio Spurs 66, Cleveland Cavaliers 72 | San Antonio Spurs 66, Cleveland Cavaliers 72      |  | Cox Pavilion, Paradise, Nevada Arbitres : Josh Tiven, Vladimir Voyard-Tadal, Pat Adams | NBA.TV |
| 18 juillet | Boxscore | Score par quart-temps : 22-18, 14-17, 13-21, 17-16 |                                              |                                                   |  | Cox Pavilion, Paradise, Nevada Arbitres : Josh Tiven, Vladimir Voyard-Tadal, Pat Adams | NBA.TV |
| 18 juillet | Boxscore | Marcus Denmon 19 Aron Baynes 10 Marcus Denmon 4    | Points Rebonds Passes d.                     | Dion Waiters 27 3 joueurs 6 Matthew Dellavedova 4 |  | Cox Pavilion, Paradise, Nevada Arbitres : Josh Tiven, Vladimir Voyard-Tadal, Pat Adams | NBA.TV |

| 18 juillet | Boxscore | Milwaukee Bucks 68, Los Angeles Lakers 72         | Milwaukee Bucks 68, Los Angeles Lakers 72 | Milwaukee Bucks 68, Los Angeles Lakers 72    |  | Thomas and Mack Center, Paradise, Nevada Arbitres : Tre Maddox, Nick Buchert, Karl Lane | NBA.TV |
| 18 juillet | Boxscore | Score par quart-temps : 26-18, 7-18, 19-18, 16-18 |                                           |                                              |  | Thomas and Mack Center, Paradise, Nevada Arbitres : Tre Maddox, Nick Buchert, Karl Lane | NBA.TV |
| 18 juillet | Boxscore | John Henson 16 John Henson 13 Nate Wolters 4      | Points Rebonds Passes d.                  | Marcus Landry 18 2 joueurs 8 Lester Hudson 6 |  | Thomas and Mack Center, Paradise, Nevada Arbitres : Tre Maddox, Nick Buchert, Karl Lane | NBA.TV |

| 18 juillet | Boxscore | Denver Nuggets 78, Toronto Raptors 95              | Denver Nuggets 78, Toronto Raptors 95 | Denver Nuggets 78, Toronto Raptors 95                  |  | Cox Pavilion, Paradise, Nevada Arbitres : JT Orr, Steve Anderson, Charles Watson | NBA.TV |
| 18 juillet | Boxscore | Score par quart-temps : 22-29, 16-19, 20-26, 20-21 |                                       |                                                        |  | Cox Pavilion, Paradise, Nevada Arbitres : JT Orr, Steve Anderson, Charles Watson | NBA.TV |
| 18 juillet | Boxscore | Jordan Hamilton 25 Quincy Miller 7 2 joueurs 4     | Points Rebonds Passes d.              | Dwight Buycks 18 Jonas Valančiūnas 12 Dwight Buycks 10 |  | Cox Pavilion, Paradise, Nevada Arbitres : JT Orr, Steve Anderson, Charles Watson | NBA.TV |

| 18 juillet | Boxscore | Memphis Grizzlies 84, Charlotte Bobcats 92         | Memphis Grizzlies 84, Charlotte Bobcats 92 | Memphis Grizzlies 84, Charlotte Bobcats 92   |  | Thomas and Mack Center, Paradise, Nevada Arbitres : Kevin Cutler, Ben Taylor, Ray Acosta | NBA.TV |
| 18 juillet | Boxscore | Score par quart-temps : 17-32, 17-21, 28-12, 22-27 |                                            |                                              |  | Thomas and Mack Center, Paradise, Nevada Arbitres : Kevin Cutler, Ben Taylor, Ray Acosta | NBA.TV |
| 18 juillet | Boxscore | Vander Blue 24 Jack Cooley 10 Donté Greene 6       | Points Rebonds Passes d.                   | Jerome Dyson 21 Cody Zeller 9 Jerome Dyson 9 |  | Thomas and Mack Center, Paradise, Nevada Arbitres : Kevin Cutler, Ben Taylor, Ray Acosta | NBA.TV |

| 18 juillet | Boxscore | Portland Trail Blazers 84, Phoenix Suns 92         | Portland Trail Blazers 84, Phoenix Suns 92 | Portland Trail Blazers 84, Phoenix Suns 92  |  | Cox Pavilion, Paradise, Nevada Arbitres : James Williams, Cheryl Flores, Scott Bolnick | NBA.TV |
| 18 juillet | Boxscore | Score par quart-temps : 24-19, 13-33, 19-22, 28-18 |                                            |                                             |  | Cox Pavilion, Paradise, Nevada Arbitres : James Williams, Cheryl Flores, Scott Bolnick | NBA.TV |
| 18 juillet | Boxscore | C.J. McCollum 22 Meyers Leonard 13 C.J. McCollum 5 | Points Rebonds Passes d.                   | 2 joueurs 15 Markieff Morris 10 3 joueurs 3 |  | Cox Pavilion, Paradise, Nevada Arbitres : James Williams, Cheryl Flores, Scott Bolnick | NBA.TV |

| 18 juillet | Boxscore | Minnesota Timberwolves 75, NBA D-League Select 83  | Minnesota Timberwolves 75, NBA D-League Select 83 | Minnesota Timberwolves 75, NBA D-League Select 83 |  | Thomas and Mack Center, Paradise, Nevada Arbitres : Kane Fitzgerald, Deldre Carr, Don Hudson | NBA.TV |
| 18 juillet | Boxscore | Score par quart-temps : 17-25, 21-19, 19-17, 18-22 |                                                   |                                                   |  | Thomas and Mack Center, Paradise, Nevada Arbitres : Kane Fitzgerald, Deldre Carr, Don Hudson | NBA.TV |
| 18 juillet | Boxscore | 2 joueurs 11 Chris Johnson 7 3 joueurs 2           | Points Rebonds Passes d.                          | Brian Butch 18 Brian Butch 11 Jamarr Sanders 5    |  | Thomas and Mack Center, Paradise, Nevada Arbitres : Kane Fitzgerald, Deldre Carr, Don Hudson | NBA.TV |

| 18 juillet | Boxscore | Miami Heat 68, Chicago Bulls 62                 | Miami Heat 68, Chicago Bulls 62 | Miami Heat 68, Chicago Bulls 62                 |  | Cox Pavilion, Paradise, Nevada Arbitres : Kevin Scott, Matthew Myers, Janetta Graham | NBA.TV |
| 18 juillet | Boxscore | Score par quart-temps : 11, 21-19, 19-18, 17-14 |                                 |                                                 |  | Cox Pavilion, Paradise, Nevada Arbitres : Kevin Scott, Matthew Myers, Janetta Graham | NBA.TV |
| 18 juillet | Boxscore | 2 joueurs 13 Damion James 8 James Ennis 2       | Points Rebonds Passes d.        | Marquis Teague 21 Malcolm Thomas 13 3 joueurs 2 |  | Cox Pavilion, Paradise, Nevada Arbitres : Kevin Scott, Matthew Myers, Janetta Graham | NBA.TV |

| 18 juillet | Boxscore | Dallas Mavericks 76, Golden State Warriors 79      | Dallas Mavericks 76, Golden State Warriors 79 | Dallas Mavericks 76, Golden State Warriors 79 |  | Thomas and Mack Center, Paradise, Nevada Arbitres : Marat Kogut, Dedric Taylor, Jason Goldenberg | NBA.TV |
| 18 juillet | Boxscore | Score par quart-temps : 18-16, 16-19, 24-18, 18-26 |                                               |                                               |  | Thomas and Mack Center, Paradise, Nevada Arbitres : Marat Kogut, Dedric Taylor, Jason Goldenberg | NBA.TV |
| 18 juillet | Boxscore | Justin Dentmon 19 Dewayne Dedmon 8 2 joueurs 2     | Points Rebonds Passes d.                      | Kent Bazemore 25 2 joueurs 6 Scott Machado 3  |  | Thomas and Mack Center, Paradise, Nevada Arbitres : Marat Kogut, Dedric Taylor, Jason Goldenberg | NBA.TV |

#### Tour de consolation
| 19 juillet | Boxscore | Los Angeles Clippers 80, New York Knicks 91          | Los Angeles Clippers 80, New York Knicks 91 | Los Angeles Clippers 80, New York Knicks 91       |  | Cox Pavilion, Paradise, Nevada Arbitres : Nick Buchert, Cheryl Flores, Tre Maddox | NBA.TV |
| 19 juillet | Boxscore | Score par quart-temps : 17-22, 16-26, 21-17, 26      |                                             |                                                   |  | Cox Pavilion, Paradise, Nevada Arbitres : Nick Buchert, Cheryl Flores, Tre Maddox | NBA.TV |
| 19 juillet | Boxscore | Reggie Bullock 22 Samardo Samuels 10 Jerome Randle 8 | Points Rebonds Passes d.                    | Jeremy Tyler 20 Terrence Jennings 9 Toure Murry 5 |  | Cox Pavilion, Paradise, Nevada Arbitres : Nick Buchert, Cheryl Flores, Tre Maddox | NBA.TV |

| 19 juillet | Boxscore | Sacramento Kings 93, Atlanta Hawks 87              | Sacramento Kings 93, Atlanta Hawks 87 | Sacramento Kings 93, Atlanta Hawks 87         |  | Cox Pavilion, Paradise, Nevada Arbitres : Jonathan Sterling, Brent Barnaky, Scott Bolnick | NBA.TV |
| 19 juillet | Boxscore | Score par quart-temps : 20-22, 22-20, 32-24, 19-21 |                                       |                                               |  | Cox Pavilion, Paradise, Nevada Arbitres : Jonathan Sterling, Brent Barnaky, Scott Bolnick | NBA.TV |
| 19 juillet | Boxscore | Ben McLemore 27 Ben McLemore 9 Ray McCallum 11     | Points Rebonds Passes d.              | Mike Scott 25 Mike Scott 10 Dennis Schröder 5 |  | Cox Pavilion, Paradise, Nevada Arbitres : Jonathan Sterling, Brent Barnaky, Scott Bolnick | NBA.TV |

| 19 juillet | Boxscore | Washington Wizards 78, New Orleans Pelicans 77     | Washington Wizards 78, New Orleans Pelicans 77 | Washington Wizards 78, New Orleans Pelicans 77 |  | Thomas and Mack Center, Paradise, Nevada Arbitres : Josh Tiven, Charles Watson, Jason Goldenberg, Matthew Myers, Olandis Poole, Kane Fitzgerald, Haywoode Workman | NBA.TV |
| 19 juillet | Boxscore | Score par quart-temps : 23-24, 15-19, 19-10, 21-24 |                                                |                                                |  | Thomas and Mack Center, Paradise, Nevada Arbitres : Josh Tiven, Charles Watson, Jason Goldenberg, Matthew Myers, Olandis Poole, Kane Fitzgerald, Haywoode Workman | NBA.TV |
| 19 juillet | Boxscore | Sundiata Gaines 15 Chris Singleton 7 2 joueurs 3   | Points Rebonds Passes d.                       | Austin Rivers 23 Jeff Withey 6 Austin Rivers 3 |  | Thomas and Mack Center, Paradise, Nevada Arbitres : Josh Tiven, Charles Watson, Jason Goldenberg, Matthew Myers, Olandis Poole, Kane Fitzgerald, Haywoode Workman | NBA.TV |

| 19 juillet | Boxscore | San Antonio Spurs 90, Milwaukee Bucks 80        | San Antonio Spurs 90, Milwaukee Bucks 80 | San Antonio Spurs 90, Milwaukee Bucks 80    |  | Cox Pavilion, Paradise, Nevada Arbitres : Kevin Scott, Chris Ford, Steve Anderson | NBA.TV |
| 19 juillet | Boxscore | Score par quart-temps : 23-24, 26-20, 19-14, 22 |                                          |                                             |  | Cox Pavilion, Paradise, Nevada Arbitres : Kevin Scott, Chris Ford, Steve Anderson | NBA.TV |
| 19 juillet | Boxscore | Hollis Thompson 21 2 joueurs 8 Marcus Denmon 5  | Points Rebonds Passes d.                 | Nate Wolters 20 Clint Chapman 6 2 joueurs 3 |  | Cox Pavilion, Paradise, Nevada Arbitres : Kevin Scott, Chris Ford, Steve Anderson | NBA.TV |

| 19 juillet | Boxscore | Denver Nuggets 84, Memphis Grizzlies 91            | Denver Nuggets 84, Memphis Grizzlies 91 | Denver Nuggets 84, Memphis Grizzlies 91       |  | Thomas and Mack Center, Paradise, Nevada Arbitres : Marat Kogut, CJ Washington, Deldre Carr | NBA.TV |
| 19 juillet | Boxscore | Score par quart-temps : 20-14, 15-22, 28-27, 21-28 |                                         |                                               |  | Thomas and Mack Center, Paradise, Nevada Arbitres : Marat Kogut, CJ Washington, Deldre Carr | NBA.TV |
| 19 juillet | Boxscore | Luke Harangody 17 Quincy Miller 6 5 joueurs 2      | Points Rebonds Passes d.                | 2 joueurs 16 Matt Howard 12 Gerald Robinson 5 |  | Thomas and Mack Center, Paradise, Nevada Arbitres : Marat Kogut, CJ Washington, Deldre Carr | NBA.TV |

| 19 juillet | Boxscore | Dallas Mavericks 87, Chicago Bulls 94          | Dallas Mavericks 87, Chicago Bulls 94 | Dallas Mavericks 87, Chicago Bulls 94          |  | Cox Pavilion, Paradise, Nevada Arbitres : James Williams, SirAllen Connor, Janetta Graham | NBA.TV |
| 19 juillet | Boxscore | Score par quart-temps : 22-16, 24, 14-27, 27   |                                       |                                                |  | Cox Pavilion, Paradise, Nevada Arbitres : James Williams, SirAllen Connor, Janetta Graham | NBA.TV |
| 19 juillet | Boxscore | Justin Dentmon 23 Dewayne Dedmon 8 Gal Mekel 7 | Points Rebonds Passes d.              | Andrew Goudelock 22 Erik Murphy 13 2 joueurs 3 |  | Cox Pavilion, Paradise, Nevada Arbitres : James Williams, SirAllen Connor, Janetta Graham | NBA.TV |

| 19 juillet | Boxscore | Portland Trail Blazers 66, Minnesota Timberwolves 72  | Portland Trail Blazers 66, Minnesota Timberwolves 72 | Portland Trail Blazers 66, Minnesota Timberwolves 72 |  | Thomas and Mack Center, Paradise, Nevada Arbitres : Karl Lane, Kevin Cutler, Thomas Sawyer, Garrick Shannon | NBA.TV |
| 19 juillet | Boxscore | Score par quart-temps : 16-15, 16-24, 20-12, 14-21    |                                                      |                                                      |  | Thomas and Mack Center, Paradise, Nevada Arbitres : Karl Lane, Kevin Cutler, Thomas Sawyer, Garrick Shannon | NBA.TV |
| 19 juillet | Boxscore | Terrel Harris 25 Dallas Lauderdale 9 Dominic Waters 4 | Points Rebonds Passes d.                             | Lorenzo Brown 13 Lorenzo Brown 8 Lorenzo Brown 4     |  | Thomas and Mack Center, Paradise, Nevada Arbitres : Karl Lane, Kevin Cutler, Thomas Sawyer, Garrick Shannon | NBA.TV |

#### Quarts de finale
| 20 juillet | Boxscore | Miami Heat 82, Cleveland Cavaliers 76              | Miami Heat 82, Cleveland Cavaliers 76 | Miami Heat 82, Cleveland Cavaliers 76              |  | Thomas and Mack Center, Paradise, Nevada Arbitres : Haywoode Workman, JT Orr, Dedric Taylor | NBA.TV |
| 20 juillet | Boxscore | Score par quart-temps : 21-16, 19-16, 20-18, 22-26 |                                       |                                                    |  | Thomas and Mack Center, Paradise, Nevada Arbitres : Haywoode Workman, JT Orr, Dedric Taylor | NBA.TV |
| 20 juillet | Boxscore | 3 joueurs 13 Jarvis Varnado 12 3 joueurs 2         | Points Rebonds Passes d.              | Justin Harper 21 Justin Harper 5 Jermaine Taylor 4 |  | Thomas and Mack Center, Paradise, Nevada Arbitres : Haywoode Workman, JT Orr, Dedric Taylor | NBA.TV |

| 20 juillet | Boxscore | Toronto Raptors 98, Phoenix Suns 103               | Toronto Raptors 98, Phoenix Suns 103 | Toronto Raptors 98, Phoenix Suns 103        |  | Thomas and Mack Center, Paradise, Nevada Arbitres : Kane Fitzgerald, SirAllen Conner, Kevin Cutler | NBA.TV |
| 20 juillet | Boxscore | Score par quart-temps : 15-28, 33-27, 19-21, 31-27 |                                      |                                             |  | Thomas and Mack Center, Paradise, Nevada Arbitres : Kane Fitzgerald, SirAllen Conner, Kevin Cutler | NBA.TV |
| 20 juillet | Boxscore | 2 joueurs 28 Quincy Acy 10 Dwight Buycks 4         | Points Rebonds Passes d.             | Marcus Morris 23 P. J. Tucker 7 2 joueurs 3 |  | Thomas and Mack Center, Paradise, Nevada Arbitres : Kane Fitzgerald, SirAllen Conner, Kevin Cutler | NBA.TV |

| 20 juillet | Boxscore | Charlotte Bobcats 85, NBA D-League Select 75    | Charlotte Bobcats 85, NBA D-League Select 75 | Charlotte Bobcats 85, NBA D-League Select 75 |  | Thomas and Mack Center, Paradise, Nevada Arbitres : Eli Roe, Nick Buchert, Steve Anderson | NBA.TV |
| 20 juillet | Boxscore | Score par quart-temps : 19-12, 19, 22-17, 25-27 |                                              |                                              |  | Thomas and Mack Center, Paradise, Nevada Arbitres : Eli Roe, Nick Buchert, Steve Anderson | NBA.TV |
| 20 juillet | Boxscore | Abdul Gaddy 17 Jamie Skeen 11 Jerome Dyson 5    | Points Rebonds Passes d.                     | 2 joueurs 12 Darnell Jackson 9 2 joueurs 3   |  | Thomas and Mack Center, Paradise, Nevada Arbitres : Eli Roe, Nick Buchert, Steve Anderson | NBA.TV |

| 20 juillet | Boxscore | Los Angeles Lakers 77, Golden State Warriors 83          | Los Angeles Lakers 77, Golden State Warriors 83 | Los Angeles Lakers 77, Golden State Warriors 83     |  | Thomas and Mack Center, Paradise, Nevada Arbitres : Marat Kogut, Brent Barnaky, Olandis Poole | NBA.TV |
| 20 juillet | Boxscore | Score par quart-temps : 16-16, 27-17, 15-23, 19-27       |                                                 |                                                     |  | Thomas and Mack Center, Paradise, Nevada Arbitres : Marat Kogut, Brent Barnaky, Olandis Poole | NBA.TV |
| 20 juillet | Boxscore | Lester Hudson 18 Robert Sacre 10 Chris Douglas-Roberts 3 | Points Rebonds Passes d.                        | Kent Bazemore 26 Draymond Green 11 Draymond Green 3 |  | Thomas and Mack Center, Paradise, Nevada Arbitres : Marat Kogut, Brent Barnaky, Olandis Poole | NBA.TV |

#### Demi-finales
| 21 juillet | Boxscore | Miami Heat 89, Phoenix Suns 91                     | Miami Heat 89, Phoenix Suns 91 | Miami Heat 89, Phoenix Suns 91                       |  | Thomas and Mack Center, Paradise, Nevada Arbitres : Josh Tiven, Tre Maddox, Ben Taylor, Nick Buchert | NBA.TV |
| 21 juillet | Boxscore | Score par quart-temps : 22-25, 15-26, 26-17, 26-23 |                                |                                                      |  | Thomas and Mack Center, Paradise, Nevada Arbitres : Josh Tiven, Tre Maddox, Ben Taylor, Nick Buchert | NBA.TV |
| 21 juillet | Boxscore | James Ennis 25 James Ennis 9 2 joueurs 3           | Points Rebonds Passes d.       | P. J. Tucker 19 Markieff Morris 7 Kendall Marshall 6 |  | Thomas and Mack Center, Paradise, Nevada Arbitres : Josh Tiven, Tre Maddox, Ben Taylor, Nick Buchert | NBA.TV |

| 21 juillet | Boxscore | Charlotte Bobcats 67, Golden State Warriors 75     | Charlotte Bobcats 67, Golden State Warriors 75 | Charlotte Bobcats 67, Golden State Warriors 75 |  | Thomas and Mack Center, Paradise, Nevada Arbitres : Eli Roe, Olandis Poole, SirAllen Conner | NBA.TV |
| 21 juillet | Boxscore | Score par quart-temps : 13-19, 21-27, 19-12, 14-17 |                                                |                                                |  | Thomas and Mack Center, Paradise, Nevada Arbitres : Eli Roe, Olandis Poole, SirAllen Conner | NBA.TV |
| 21 juillet | Boxscore | 2 joueurs 13 2 joueurs 7 7 joueurs 1               | Points Rebonds Passes d.                       | Cameron Jones 16 Draymond Green 12 Ian Clark 5 |  | Thomas and Mack Center, Paradise, Nevada Arbitres : Eli Roe, Olandis Poole, SirAllen Conner | NBA.TV |

#### Finale
| 22 juillet | Boxscore | Phoenix Suns 77, Golden State Warriors 91              | Phoenix Suns 77, Golden State Warriors 91 | Phoenix Suns 77, Golden State Warriors 91       |  | Thomas and Mack Center, Paradise, Nevada Arbitres : Josh Tiven, Eli Roe, Steve Anderson | NBA.TV |
| 22 juillet | Boxscore | Score par quart-temps : 22-22, 23-28, 16-15, 16-26     |                                           |                                                 |  | Thomas and Mack Center, Paradise, Nevada Arbitres : Josh Tiven, Eli Roe, Steve Anderson | NBA.TV |
| 22 juillet | Boxscore | Archie Goodwin 18 Markieff Morris 7 Kendall Marshall 4 | Points Rebonds Passes d.                  | Ian Clark 33 Lance Goulbourne 9 Kent Bazemore 5 |  | Thomas and Mack Center, Paradise, Nevada Arbitres : Josh Tiven, Eli Roe, Steve Anderson | NBA.TV |

### Classement final
| #  | Équipe                 | MJ | V | D | PCT   |
| -- | ---------------------- | -- | - | - | ----- |
| 1  | Golden State Warriors  | 7  | 7 | 0 | 100%  |
| 2  | Phoenix Suns           | 7  | 6 | 1 | 85,7% |
| 3  | Charlotte Bobcats      | 6  | 4 | 2 | 66,7% |
| 4  | Miami Heat             | 7  | 4 | 3 | 57,1% |
| 5  | NBA D-League Select    | 5  | 4 | 1 | 80,0% |
| 6  | Toronto Raptors        | 5  | 3 | 2 | 60,0% |
| 7  | Cleveland Cavaliers    | 5  | 3 | 2 | 60,0% |
| 8  | Los Angeles Lakers     | 5  | 3 | 2 | 60,0% |
| 9  | San Antonio Spurs      | 5  | 3 | 2 | 60,0% |
| 10 | Milwaukee Bucks        | 5  | 2 | 3 | 40,0% |
| 11 | Memphis Grizzlies      | 6  | 2 | 4 | 33,3% |
| 12 | Denver Nuggets         | 6  | 1 | 5 | 16,7% |
| 13 | Minnesota Timberwolves | 6  | 3 | 3 | 50,0% |
| 14 | Portland Trail Blazers | 6  | 1 | 5 | 16,7% |
| 15 | Chicago Bulls          | 5  | 4 | 1 | 80,0% |
| 16 | Dallas Mavericks       | 6  | 2 | 4 | 33,3% |
| 17 | New York Knicks        | 5  | 2 | 3 | 40,0% |
| 18 | Los Angeles Clippers   | 5  | 1 | 4 | 20,0% |
| 19 | Sacramento Kings       | 5  | 1 | 4 | 20,0% |
| 20 | Atlanta Hawks          | 5  | 1 | 4 | 20,0% |
| 21 | Washington Wizards     | 5  | 2 | 3 | 40,0% |
| 22 | New Orleans Pelicans   | 5  | 2 | 3 | 40,0% |

### Leaders statistiques
Référence: 
| Joueur            | Équipe                 | PTS  |
| ----------------- | ---------------------- | ---- |
| Dwight Buycks     | Toronto Raptors        | 23.0 |
| C.J. McCollum     | Portland Trail Blazers | 21.0 |
| Jeffery Taylor    | Charlotte Hornets      | 20.3 |
| Andrew Goudelock  | Chicago Bulls          | 19.0 |
| Jonas Valančiūnas | Toronto Raptors        | 18.8 |

| Joueur            | Équipe                 | REB  |
| ----------------- | ---------------------- | ---- |
| Malcolm Thomas    | Chicago Bulls          | 15.0 |
| John Henson       | Milwaukee Bucks        | 13.7 |
| Thomas Robinson   | Portland Trail Blazers | 12.8 |
| Aron Baynes       | San Antonio Spurs      | 10.5 |
| Jonas Valančiūnas | Toronto Raptors        | 10.0 |

| Joueur          | Équipe               | PAD |
| --------------- | -------------------- | --- |
| Dwight Buycks   | Toronto Raptors      | 7.0 |
| Dennis Schröder | Atlanta Hawks        | 5.6 |
| Jerome Randle   | Los Angeles Clippers | 5.4 |
| Gal Mekel       | Dallas Mavericks     | 5.0 |
| Marquis Teague  | Chicago Bulls        | 4.8 |